# Phase de championnat de la Ligue des champions de l'UEFA 2024-2025
Pour les articles homonymes, voir Rencontres de la Ligue des champions de l'UEFA 2024-2025.
 (septembre 2024).
Cet article présente les résultats détaillés de la phase de championnat de la Ligue des champions de l'UEFA 2024-2025.

## Phase de championnat
La phase de championnat de la Ligue des champions de l'UEFA 2024-2025 débute le 17 septembre 2024 et se termine le 29 janvier 2025. Au total, 36 équipes s'affrontent dans la phase de championnat pour décider des 16 places pour les barrages et des 8 places pour les huitièmes de finale de la Ligue des champions de l'UEFA 2024-2025.

### Tirage au sort des confrontations
Le tirage au sort des confrontations a lieu le 29 août 2024 au Grimaldi Forum Monaco. Le tirage est hybride selon un format manuel et par ordinateur, pour faciliter la logistique. Les trente-six participants sont répartis dans quatre chapeaux de neuf équipes sur la base de leur coefficient UEFA en 2024, le tenant du titre étant automatiquement versé dans le chapeau 1. Le tirage est fait de sorte que chaque équipe affronte une fois deux équipes étrangères de chaque chapeau, soit au total huit adversaires différents (quatre matches à domicile et quatre matches à l'extérieur).

#### Chapeaux
| Chapeau 1              | Chapeau 1 | Chapeau 2           | Chapeau 2 | Chapeau 3                   | Chapeau 3 | Chapeau 4            | Chapeau 4 |
| ---------------------- | --------- | ------------------- | --------- | --------------------------- | --------- | -------------------- | --------- |
| Real Madrid T Ch S     | 136,000   | Bayer Leverkusen Ch | 90,000    | Feyenoord Rotterdam         | 57,000    | Slovan Bratislava Ch | 30,500    |
| Manchester City Ch     | 148,000   | Atlético de Madrid  | 89,000    | Sporting CP Ch              | 54,500    | AS Monaco            | 24,000    |
| Bayern Munich          | 144,000   | Atalanta Bergame C3 | 81,000    | PSV Eindhoven Ch            | 54,000    | Sparta Prague Ch     | 22,500    |
| Paris Saint-Germain Ch | 116,000   | Juventus FC         | 80,000    | RB Salzbourg                | 50,000    | Aston Villa          | 20,860    |
| Liverpool FC           | 114,000   | SL Benfica          | 79,000    | Dinamo Zagreb Ch            | 50,000    | Bologne FC           | 18,056    |
| Inter Milan Ch         | 101,000   | Arsenal FC          | 72,000    | LOSC Lille                  | 47,000    | Girona FC            | 17,897    |
| Borussia Dortmund      | 97,000    | Club Bruges Ch      | 64,000    | Étoile rouge de Belgrade Ch | 40,000    | VfB Stuttgart        | 17,324    |
| RB Leipzig             | 97,000    | Chakhtar Donetsk    | 63,000    | BSC Young Boys Ch           | 34,500    | Sturm Graz Ch        | 14,500    |
| FC Barcelone           | 91,000    | AC Milan            | 59,000    | Celtic FC Ch                | 32,000    | Stade brestois 29    | 13,366    |

- Qualification future pour les huitièmes de finale
- Qualification future pour les barrages de la phase à élimination directe

| Journée     | Dates                       |
| ----------- | --------------------------- |
| 1re journée | 17, 18 et 19 septembre 2024 |
| 2e journée  | 1er et 2 octobre 2024       |
| 3e journée  | 22 et 23 octobre 2024       |
| 4e journée  | 5 et 6 novembre 2024        |
| 5e journée  | 26 et 27 novembre 2024      |
| 6e journée  | 10 et 11 décembre 2024      |
| 7e journée  | 21 et 22 janvier 2025       |
| 8e journée  | 29 janvier 2025             |

Les équipes participantes (avec leurs coefficients de club UEFA 2023) sont groupées selon leur pot d'appartenance. Ils comprennent :
29 équipes qui entrent dans cette étape 7 gagnants du tour de barrages (5 par la voie des champions, 2 par la voie de la ligue) Les équipes sont classées en fonction des points (3 points pour une victoire, 1 point pour un match nul, 0 points pour une défaite) et, en cas d’égalité de points, les critères de départage suivants sont appliqués, dans l’ordre donné, pour déterminer le classement (Règlements articles 18.01) :
1. Meilleure différence de buts ;
2. Plus grand nombre de buts marqués ;
3. Plus grand nombre de buts marqués à l’extérieur ;
4. Plus grand nombre de victoires ;
5. Plus grand nombre de victoires à l'extérieur ;
6. Plus grand nombre de points obtenus collectivement par les huit adversaires rencontrés ;
7. Meilleure différence de buts collective des huit adversaires rencontrés ;
8. Plus grand nombre de buts marqués collectivement par les huit adversaires rencontrés ;
9. Plus petits nombre de points disciplinaires, sur la base uniquement des cartons jaunes et des cartons rouges reçus par les joueurs ou membres du club, totalisés durant tous les matches (carton rouge = 3 points, carton jaune = 1 point, expulsion pour deux cartons jaunes au cours d'un match = 3 points) ;
10. Meilleur coefficient de club.

### 1rejournée
| 17 septembre 2024 | Juventus FC                                                      | 3 - 1   | PSV Eindhoven             | Allianz Stadium, Turin                                    |                                                           |
| 18h45 CEST        | ( González) Yıldız 21e · McKennie 27e · ( Vlahović) González 52e | (2 - 0) | 90+3e Saibari (Bakayoko ) | Spectateurs : 40 417 Arbitrage : Alejandro Hernández (en) | Spectateurs : 40 417 Arbitrage : Alejandro Hernández (en) |
| 18h45 CEST        | Rapport                                                          |         |                           | Spectateurs : 40 417 Arbitrage : Alejandro Hernández (en) | Spectateurs : 40 417 Arbitrage : Alejandro Hernández (en) |

| 17 septembre 2024 | BSC Young Boys                                    | 0 - 3   | Aston Villa                                                              | Stade du Wankdorf, Berne                             |                                                      |
| 18h45 CEST        |                                                   | (0 - 2) | 27e Tielemans (McGinn ) · 38e Ramsey (Watkins ) · 86e Onana (Tielemans ) | Spectateurs : 31 500 Arbitrage : Georgi Kabakov (en) | Spectateurs : 31 500 Arbitrage : Georgi Kabakov (en) |
| 18h45 CEST        | Niasse 33e · Lauper 46e · Elia 53e · Monteiro 78e | Rapport | 79e Durán                                                                | Spectateurs : 31 500 Arbitrage : Georgi Kabakov (en) | Spectateurs : 31 500 Arbitrage : Georgi Kabakov (en) |

| 17 septembre 2024 | Bayern Munich | 9 - 2   | Dinamo Zagreb                                     | Allianz Arena, Munich                                       |                                                             |
| 21h00 CEST        | Kane 20e (pen.) · ( Musiala) Guerreiro 34e · ( Kimmich) Olise 39e · Kane 57e · ( Musiala) Olise 61e · Kane 73e (pen.) · Kane 78e (pen.) · ( Müller) Sané 85e · ( Kimmich) Goretzka 90+2e | (3 - 0) | 49e Petković (Pjaca ) · 50e Ogiwara (en) (Mišić ) | Spectateurs : 75 000 Arbitrage : Juan Martínez Munuera (en) | Spectateurs : 75 000 Arbitrage : Juan Martínez Munuera (en) |
| 21h00 CEST        | | Rapport | 76e Ristovski                                     | Spectateurs : 75 000 Arbitrage : Juan Martínez Munuera (en) | Spectateurs : 75 000 Arbitrage : Juan Martínez Munuera (en) |

| 17 septembre 2024 | Real Madrid                                                               | 3 - 1   | VfB Stuttgart         | Stade Santiago-Bernabéu, Madrid                        |                                                        |
| 21h00 CEST        | ( Rodrygo) Mbappé 46e · ( Modrić) Rüdiger 83e · ( Carvajal) Endrick 90+5e | (0 - 0) | 68e Undav (Leweling ) | Spectateurs : 71 288 Arbitrage : Halil Umut Meler (en) | Spectateurs : 71 288 Arbitrage : Halil Umut Meler (en) |
| 21h00 CEST        | Vázquez 23e · Valverde 78e · Militão 80e · Modrić 90+5e                   | Rapport | 30e Mittelstädt       | Spectateurs : 71 288 Arbitrage : Halil Umut Meler (en) | Spectateurs : 71 288 Arbitrage : Halil Umut Meler (en) |

| 17 septembre 2024 | AC Milan             | 1 - 3   | Liverpool FC                                                                        | Stade San Siro, Milan                             |                                                   |
| 21h00 CEST        | ( Morata) Pulisic 3e | (1 - 2) | 23e Konaté (Alexander-Arnold ) · 41e van Dijk (Tsimíkas ) · 66e Szoboszlai (Gakpo ) | Spectateurs : 59 826 Arbitrage : Espen Eskås (en) | Spectateurs : 59 826 Arbitrage : Espen Eskås (en) |
| 21h00 CEST        | Calabria 22e         | Rapport | 52e Mac Allister                                                                    | Spectateurs : 59 826 Arbitrage : Espen Eskås (en) | Spectateurs : 59 826 Arbitrage : Espen Eskås (en) |

| 17 septembre 2024 | Sporting CP                                        | 2 - 0   | LOSC Lille                                           | Estádio José Alvalade XXI, Lisbonne                  |                                                      |
| 21h00 CEST        | ( Gonçalves) Gyökeres 38e · ( Bragança) Debast 65e | (1 - 0) |                                                      | Spectateurs : 40 024 Arbitrage : Donatas Rumšas (it) | Spectateurs : 40 024 Arbitrage : Donatas Rumšas (it) |
| 21h00 CEST        | Gyökeres 45+1e · Debast 86e                        | Rapport | 20e, 40e Gomes · 40e David · 56e André · 72e Bouaddi | Spectateurs : 40 024 Arbitrage : Donatas Rumšas (it) | Spectateurs : 40 024 Arbitrage : Donatas Rumšas (it) |

| 18 septembre 2024 | Sparta Prague                                                   | 3 - 0   | RB Salzbourg      | Stade Letná, Prague                                  |                                                      |
| 18h45 CEST        | Kairinen 2e · ( Panák (en)) Olatunji 42e · ( Olatunji) Laçi 58e | (2 - 0) |                   | Spectateurs : 17 612 Arbitrage : Rade Obrenović (it) | Spectateurs : 17 612 Arbitrage : Rade Obrenović (it) |
| 18h45 CEST        | Vitík 87e                                                       | Rapport | 72e Gourna-Douath | Spectateurs : 17 612 Arbitrage : Rade Obrenović (it) | Spectateurs : 17 612 Arbitrage : Rade Obrenović (it) |

| 18 septembre 2024 | Bologne FC            | 0 - 0   | Chakhtar Donetsk                                      | Stade Renato-Dall'Ara, Bologne                    |                                                   |
| 18h45 CEST        |                       | (0 - 0) |                                                       | Spectateurs : 23 130 Arbitrage : Rohit Saggi (nl) | Spectateurs : 23 130 Arbitrage : Rohit Saggi (nl) |
| 18h45 CEST        | Posch 2e · Castro 58e | Rapport | 12e Bondar · 70e Tobias · 84e Stepanenko · 88e Marlon | Spectateurs : 23 130 Arbitrage : Rohit Saggi (nl) | Spectateurs : 23 130 Arbitrage : Rohit Saggi (nl) |

| 18 septembre 2024 | Celtic FC | 5 - 1   | Slovan Bratislava                       | Celtic Park, Glasgow                            |                                                 |
| 21h00 CEST        | ( Engels) Scales 17e · ( Kühn) Furuhashi 47e · Engels 56e (pen.) · ( Hatate) Maeda 70e · ( Forrest) Idah 86e | (1 - 0) | 60e Wimmer (Tolić (en) )                | Spectateurs : 56 826 Arbitrage : Danny Makkelie | Spectateurs : 56 826 Arbitrage : Danny Makkelie |
| 21h00 CEST        | Johnston 22e · Carter-Vickers 80e                                                                            | Rapport | 18e Weiss · 22e Wimmer · 26e Tolić (en) | Spectateurs : 56 826 Arbitrage : Danny Makkelie | Spectateurs : 56 826 Arbitrage : Danny Makkelie |

| 18 septembre 2024 | Club Bruges  | 0 - 3   | Borussia Dortmund                                                              | Stade Jan Breydel, Bruges                          |                                                    |
| 21h00 CEST        |              | (0 - 0) | 76e Bynoe-Gittens (Can ) · 86e Bynoe-Gittens (Nmecha ) · 90+5e (pen.) Guirassy | Spectateurs : 19 961 Arbitrage : Irfan Peljto (en) | Spectateurs : 19 961 Arbitrage : Irfan Peljto (en) |
| 21h00 CEST        | Vetlesen 53e | Rapport | 84e Ryerson                                                                    | Spectateurs : 19 961 Arbitrage : Irfan Peljto (en) | Spectateurs : 19 961 Arbitrage : Irfan Peljto (en) |

| 18 septembre 2024 | Paris Saint-Germain | 1 - 0   | Girona FC                              | Parc des Princes, Paris                         |                                                 |
| 21h00 CEST        | Gazzaniga 90e (csc) | (0 - 0) |                                        | Spectateurs : 39 951 Arbitrage : Daniel Siebert | Spectateurs : 39 951 Arbitrage : Daniel Siebert |
| 21h00 CEST        | Marquinhos 17e      | Rapport | 20e Krejčí · 43e Romeu · 74e Gazzaniga | Spectateurs : 39 951 Arbitrage : Daniel Siebert | Spectateurs : 39 951 Arbitrage : Daniel Siebert |

| 18 septembre 2024 | Manchester City | 0 - 0   | Inter Milan | Ethiad Stadium, Manchester                         |                                                    |
| 21h00 CEST        |                 | (0 - 0) |             | Spectateurs : 50 922 Arbitrage : Glenn Nyberg (en) | Spectateurs : 50 922 Arbitrage : Glenn Nyberg (en) |
| 21h00 CEST        | Dias 33e        | Rapport |             | Spectateurs : 50 922 Arbitrage : Glenn Nyberg (en) | Spectateurs : 50 922 Arbitrage : Glenn Nyberg (en) |

| 19 septembre 2024 | Feyenoord Rotterdam | 0 - 4   | Bayer Leverkusen                                                                     | Stade Feijenoord, Rotterdam                        |                                                    |
| 18h45 CEST        |                     | (0 - 4) | 5e Wirtz (Andrich ) · 30e Grimaldo · 36e Wirtz (Frimpong ) · 44e (csc) Wellenreuther | Spectateurs : 42 297 Arbitrage : Davide Massa (en) | Spectateurs : 42 297 Arbitrage : Davide Massa (en) |
| 18h45 CEST        | Trauner 40e         | Rapport |                                                                                      | Spectateurs : 42 297 Arbitrage : Davide Massa (en) | Spectateurs : 42 297 Arbitrage : Davide Massa (en) |

| 19 septembre 2024 | Étoile rouge de Belgrade         | 1 - 2   | Benfica Lisbonne                        | Stade de l'Étoile rouge, Belgrade               |                                                 |
| 18h45 CEST        | ( Ndiaye) Milson 86e             | (0 - 2) | 9e Aktürkoğlu · 29e Kökçü               | Spectateurs : 44 238 Arbitrage : Michael Oliver | Spectateurs : 44 238 Arbitrage : Michael Oliver |
| 18h45 CEST        | Silas 25e · Seol Young-woo 90+4e | Rapport | 52e Carreras · 64e Kaboré · 77e Aursnes | Spectateurs : 44 238 Arbitrage : Michael Oliver | Spectateurs : 44 238 Arbitrage : Michael Oliver |

| 19 septembre 2024 | AS Monaco                                                   | 2 - 1   | FC Barcelone                                       | Stade Louis-II, Monaco                                |                                                       |
| 21h00 CEST        | ( Vanderson) Akliouche 16e · ( Vanderson) Ilenikhena 71e    | (1 - 1) | 28e Yamal (Casadó )                                | Spectateurs : 13 296 Arbitrage : Allard Lindhout (nl) | Spectateurs : 13 296 Arbitrage : Allard Lindhout (nl) |
| 21h00 CEST        | Ben Seghir 29e · Camara 36e · Mawissa 90+2e · Balogun 90+6e | Rapport | 10e García · 75e Martínez · 85e Balde · 85e Casadó | Spectateurs : 13 296 Arbitrage : Allard Lindhout (nl) | Spectateurs : 13 296 Arbitrage : Allard Lindhout (nl) |

| 19 septembre 2024 | Atalanta Bergame | 0 - 0   | Arsenal FC | Stadio Atleti Azzurri d'Italia, Bergame         |                                                 |
| 21h00 CEST        |                  | (0 - 0) |            | Spectateurs : 22 858 Arbitrage : Clément Turpin | Spectateurs : 22 858 Arbitrage : Clément Turpin |
| 21h00 CEST        | Éderson 12e      | Rapport |            | Spectateurs : 22 858 Arbitrage : Clément Turpin | Spectateurs : 22 858 Arbitrage : Clément Turpin |

| 19 septembre 2024 | Atlético Madrid                                      | 2 - 1   | RB Leipzig                                                 | Estadio Metropolitano, Madrid                       |                                                     |
| 21h00 CEST        | ( Llorente) Griezmann 28e · ( Griezmann) Giménez 90e | (1 - 1) | 4e Šeško                                                   | Spectateurs : 57 856 Arbitrage : Ivan Kružliak (en) | Spectateurs : 57 856 Arbitrage : Ivan Kružliak (en) |
| 21h00 CEST        | Le Normand 10e · De Paul 60e · Giménez 60e           | Rapport | 39e Lukeba · 49e Baumgartner · 64e Henrichs · 90+4e Openda | Spectateurs : 57 856 Arbitrage : Ivan Kružliak (en) | Spectateurs : 57 856 Arbitrage : Ivan Kružliak (en) |

| 19 septembre 2024 | Stade brestois 29                   | 2 - 1   | Sturm Graz                                                                            | Stade de Roudourou, Guingamp                     |                                                  |
| 21h00 CEST        | Magnetti 23e · ( Ajorque) Sima 56e  | (1 - 1) | 45+1e (csc) Fernandes                                                                 | Spectateurs : 14 518 Arbitrage : Nick Walsh (en) | Spectateurs : 14 518 Arbitrage : Nick Walsh (en) |
| 21h00 CEST        | Sima 36e · Camara 64e · Ajorque 85e | Rapport | 21e Horvat · 22e Johnston · 40e, 88e Lavalée · 59e Gorenc Stanković · 83e Gazibegović | Spectateurs : 14 518 Arbitrage : Nick Walsh (en) | Spectateurs : 14 518 Arbitrage : Nick Walsh (en) |

### 2ejournée
| 1er octobre 2024 | Red Bull Salzbourg                   | 0 - 4   | Stade brestois 29                                                       | Red Bull Arena, Salzbourg                       |                                                 |
| 18h45 CEST       |                                      | (0 - 1) | 24e Sima (Ajorque ) · 66e Camara · 70e Sima · 75e Pereira Lage (Baldé ) | Spectateurs : 20 232 Arbitrage : Anthony Taylor | Spectateurs : 20 232 Arbitrage : Anthony Taylor |
| 18h45 CEST       | Gloukh 18e · Baidoo 62e · Daghim 86e | Rapport | 15e Le Cardinal · 26e Haïdara                                           | Spectateurs : 20 232 Arbitrage : Anthony Taylor | Spectateurs : 20 232 Arbitrage : Anthony Taylor |

| 1er octobre 2024 | VfB Stuttgart            | 1 - 1   | Sparta Prague | MHPArena, Stuttgart                                         |                                                             |
| 18h45 CEST       | ( Mittelstädt) Millot 7e | (1 - 1) | 32e Kairinen  | Spectateurs : 60 000 Arbitrage : Manfredas Lukjančukas (it) | Spectateurs : 60 000 Arbitrage : Manfredas Lukjančukas (it) |
| 18h45 CEST       | Stenzel 12e              | Rapport | 77e Kairinen  | Spectateurs : 60 000 Arbitrage : Manfredas Lukjančukas (it) | Spectateurs : 60 000 Arbitrage : Manfredas Lukjančukas (it) |

| 1er octobre 2024 | Arsenal FC                         | 2 - 0   | Paris Saint-Germain | Emirates Stadium, Londres                      |                                                |
| 21h00 CEST       | ( Trossard) Havertz 20e · Saka 35e | (2 - 0) |                     | Spectateurs : 60 103 Arbitrage : Slavko Vinčić | Spectateurs : 60 103 Arbitrage : Slavko Vinčić |
| 21h00 CEST       | Calafiori 76e                      | Rapport | 76e Ruiz            | Spectateurs : 60 103 Arbitrage : Slavko Vinčić | Spectateurs : 60 103 Arbitrage : Slavko Vinčić |

| 1er octobre 2024 | Bayer Leverkusen         | 1 - 0   | AC Milan                                    | BayArena, Leverkusen                                 |                                                      |
| 21h00 CEST       | Boniface 51e             | (0 - 0) |                                             | Spectateurs : 30 210 Arbitrage : Sandro Schärer (en) | Spectateurs : 30 210 Arbitrage : Sandro Schärer (en) |
| 21h00 CEST       | García 8e · Frimpong 74e | Rapport | 84e Morata · 90+3e Chukwueze · 90+6e Tomori | Spectateurs : 30 210 Arbitrage : Sandro Schärer (en) | Spectateurs : 30 210 Arbitrage : Sandro Schärer (en) |

| 1er octobre 2024 | Borussia Dortmund | 7 - 1   | Celtic FC                  | Signal Iduna Park, Dortmund                              |                                                          |
| 21h00 CEST       | Can 7e (pen.) · ( Brandt) Adeyemi 11e · Adeyemi 29e · Guirassy 40e (pen.) · Adeyemi 42e · ( Schlotterbeck) Guirassy 66e · Nmecha 79e | (5 - 1) | 9e Maeda (Engels )         | Spectateurs : 81 365 Arbitrage : José María Sánchez (en) | Spectateurs : 81 365 Arbitrage : José María Sánchez (en) |
| 21h00 CEST       | Groß 32e · Bensebaïni 90+3e | Rapport | 6e Schmeichel · 74e Hatate | Spectateurs : 81 365 Arbitrage : José María Sánchez (en) | Spectateurs : 81 365 Arbitrage : José María Sánchez (en) |

| 1er octobre 2024 | FC Barcelone | 5 - 0   | BSC Young Boys           | Stade olympique Lluís-Companys, Barcelone             |                                                       |
| 21h00 CEST       | ( Raphinha) Lewandowski 8e · Raphinha 34e · ( Pedri) Martínez 37e · ( Martínez) Lewandowski 51e · Camara 81e (csc) | (3 - 0) |                          | Spectateurs : 45 097 Arbitrage : Erik Lambrechts (it) | Spectateurs : 45 097 Arbitrage : Erik Lambrechts (it) |
| 21h00 CEST       | | Rapport | 36e Colley · 40e Ugrinic | Spectateurs : 45 097 Arbitrage : Erik Lambrechts (it) | Spectateurs : 45 097 Arbitrage : Erik Lambrechts (it) |

| 1er octobre 2024 | Inter Milan                                                                            | 4 - 0   | Étoile rouge de Belgrade | Stade Giuseppe-Meazza, Milan                  |                                               |
| 21h00 CEST       | Çalhanoğlu 11e · ( Taremi) Arnautović 59e · ( Taremi) Martínez 71e · Taremi 81e (pen.) | (1 - 0) |                          | Spectateurs : 56 391 Arbitrage : Felix Zwayer | Spectateurs : 56 391 Arbitrage : Felix Zwayer |
| 21h00 CEST       | Mkhitaryan 15e · de Vrij 48e                                                           | Rapport | 69e Elšnik               | Spectateurs : 56 391 Arbitrage : Felix Zwayer | Spectateurs : 56 391 Arbitrage : Felix Zwayer |

| 1er octobre 2024 | PSV Eindhoven                       | 1 - 1   | Sporting CP               | Stade Philips, Eindhoven                          |                                                   |
| 21h00 CEST       | Schouten 15e                        | (1 - 0) | 84e Bragança              | Spectateurs : 34 400 Arbitrage : Marco Guida (en) | Spectateurs : 34 400 Arbitrage : Marco Guida (en) |
| 21h00 CEST       | Júnior 22e · Tillman 64e · Lang 87e | Rapport | 53e Quenda · 85e Bragança | Spectateurs : 34 400 Arbitrage : Marco Guida (en) | Spectateurs : 34 400 Arbitrage : Marco Guida (en) |

| 1er octobre 2024 | Slovan Bratislava | 0 - 4   | Manchester City                                                              | Tehelné pole, Bratislava                           |                                                    |
| 21h00 CEST       |                   | (0 - 2) | 8e Gündoğan · 15e Foden (Doku ) · 58e Haaland (Lewis ) · 74e McAtee (Foden ) | Spectateurs : 22 500 Arbitrage : Davide Massa (en) | Spectateurs : 22 500 Arbitrage : Davide Massa (en) |
| 21h00 CEST       | Rapport           |         |                                                                              | Spectateurs : 22 500 Arbitrage : Davide Massa (en) | Spectateurs : 22 500 Arbitrage : Davide Massa (en) |

| 2 octobre 2024 | Chakhtar Donetsk | 0 - 3   | Atalanta Bergame                                                                 | Veltins-Arena, Gelsenkirchen                        |                                                     |
| 18h45 CEST     |                  | (0 - 2) | 21e Djimsiti (Lookman ) · 44e Lookman (Kolašinac ) · 48e Bellanova (Zappacosta ) | Spectateurs : 21 636 Arbitrage : João Pinheiro (en) | Spectateurs : 21 636 Arbitrage : João Pinheiro (en) |
| 18h45 CEST     | Ghram 20e        | Rapport | 78e Zaniolo · 84e Éderson                                                        | Spectateurs : 21 636 Arbitrage : João Pinheiro (en) | Spectateurs : 21 636 Arbitrage : João Pinheiro (en) |

| 2 octobre 2024 | Girona FC                                                                        | 2 - 3   | Feyenoord Rotterdam                                          | Stade municipal de Montilivi, Gérone              |                                                   |
| 18h45 CEST     | Silva 19e · ( Danjuma) van de Beek 73e                                           | (1 - 2) | 23e (csc) Herrera · 33e Milambo (Paixão ) · 79e (csc) Krejčí | Spectateurs : 8 752 Arbitrage : Urs Schnyder (nl) | Spectateurs : 8 752 Arbitrage : Urs Schnyder (nl) |
| 18h45 CEST     | Herrera 4e · Martín 35e · Silva 45e · Danjuma 49e · van de Beek 73e · Stuani 88e | Rapport | 14e Osman · 60e Bueno · 64e In-beom                          | Spectateurs : 8 752 Arbitrage : Urs Schnyder (nl) | Spectateurs : 8 752 Arbitrage : Urs Schnyder (nl) |

| 2 octobre 2024 | Aston Villa                                | 1 - 0   | Bayern Munich              | Villa Park, Birmingham                              |                                                     |
| 21h00 CEST     | ( Torres) Durán 79e                        | (0 - 0) |                            | Spectateurs : 38 991 Arbitrage : Radu Petrescu (en) | Spectateurs : 38 991 Arbitrage : Radu Petrescu (en) |
| 21h00 CEST     | Maatsen 90+1e · Carlos 90+4e · Durán 90+4e | Rapport | 21e Upamecano · 66e Gnabry | Spectateurs : 38 991 Arbitrage : Radu Petrescu (en) | Spectateurs : 38 991 Arbitrage : Radu Petrescu (en) |

| 2 octobre 2024 | Dinamo Zagreb                                                           | 2 - 2   | AS Monaco                                    | Stade Maksimir, Zagreb                            |                                                   |
| 21h00 CEST     | ( Baturina) Sučić 45+3e · ( Rog) Baturina 66e                           | (1 - 0) | 74e Salisu (Akliouche ) · 90e (pen.) Zakaria | Spectateurs : 12 462 Arbitrage : Harm Osmers (en) | Spectateurs : 12 462 Arbitrage : Harm Osmers (en) |
| 21h00 CEST     | Petković 26e · Ademi 38e · Baturina 42e · Kačavenda 81e · Ristovski 90e | Rapport | 22e Salisu · 26e Embolo                      | Spectateurs : 12 462 Arbitrage : Harm Osmers (en) | Spectateurs : 12 462 Arbitrage : Harm Osmers (en) |

| 2 octobre 2024 | Liverpool FC                                             | 2 - 0   | Bologne FC                  | Anfield, Liverpool                                     |                                                        |
| 21h00 CEST     | ( Salah) Mac Allister 11e · ( Szoboszlai) Salah 75e      | (1 - 0) |                             | Spectateurs : 58 816 Arbitrage : Nikola Dabanović (en) | Spectateurs : 58 816 Arbitrage : Nikola Dabanović (en) |
| 21h00 CEST     | van Dijk 26e · Konaté 39e · Robertson 55e · Tsimíkas 90e | Rapport | 39e Beukema · 67e Aebischer | Spectateurs : 58 816 Arbitrage : Nikola Dabanović (en) | Spectateurs : 58 816 Arbitrage : Nikola Dabanović (en) |

| 2 octobre 2024 | LOSC Lille                  | 1 - 0   | Real Madrid                                                             | Stade Pierre-Mauroy, Villeneuve-d'Ascq                 |                                                        |
| 21h00 CEST     | David 45+3e (pen.)          | (1 - 0) |                                                                         | Spectateurs : 48 205 Arbitrage : Maurizio Mariani (it) | Spectateurs : 48 205 Arbitrage : Maurizio Mariani (it) |
| 21h00 CEST     | David 90+3e · Diakité 90+6e | Rapport | 46e Endrick · 59e Camavinga · 78e Bellingham · 79e Rüdiger · 81e Modrić | Spectateurs : 48 205 Arbitrage : Maurizio Mariani (it) | Spectateurs : 48 205 Arbitrage : Maurizio Mariani (it) |

| 2 octobre 2024 | RB Leipzig                             | 2 - 3   | Juventus FC                                                                     | Red Bull Arena, Leipzig                            |                                                    |
| 21h00 CEST     | ( Openda) Šeško 30e · Šeško 65e (pen.) | (1 - 0) | 50e Vlahović (Cambiaso ) · 68e Vlahović (Conceição ) · 82e Conceição (Fagioli ) | Spectateurs : 45 228 Arbitrage : François Letexier | Spectateurs : 45 228 Arbitrage : François Letexier |
| 21h00 CEST     | Raum 79e                               | Rapport | 59e Di Gregorio · 85e Conceição · 90+9e Perin                                   | Spectateurs : 45 228 Arbitrage : François Letexier | Spectateurs : 45 228 Arbitrage : François Letexier |

| 2 octobre 2024 | Sturm Graz                                                                  | 0 - 1   | Club Bruges            | Wörthersee Stadion, Klagenfurt                       |                                                      |
| 21h00 CEST     |                                                                             | (0 - 1) | 23e Tzólis (Onyedika ) | Spectateurs : 23 205 Arbitrage : Aliyar Aghayev (en) | Spectateurs : 23 205 Arbitrage : Aliyar Aghayev (en) |
| 21h00 CEST     | Aiwu 51e · Geyrhofer 66e · Yalcouyé 70e · Chukwuani 70e · Gazibegović 90+4e | Rapport | 73e Skóraś             | Spectateurs : 23 205 Arbitrage : Aliyar Aghayev (en) | Spectateurs : 23 205 Arbitrage : Aliyar Aghayev (en) |

| 2 octobre 2024 | Benfica Lisbonne                                                                      | 4 - 0   | Atlético Madrid                                        | Estádio da Luz, Lisbonne                               |                                                        |
| 21h00 CEST     | ( Aursnes) Aktürkoğlu 13e · Di María 52e (pen.) · ( Beste) Bah 75e · Kökçü 84e (pen.) | (1 - 0) |                                                        | Spectateurs : 62 028 Arbitrage : Serdar Gözübüyük (en) | Spectateurs : 62 028 Arbitrage : Serdar Gözübüyük (en) |
| 21h00 CEST     | Aursnes 22e                                                                           | Rapport | 70e Serrano · 83e Mandava · 83e Giménez · 90+5e Correa | Spectateurs : 62 028 Arbitrage : Serdar Gözübüyük (en) | Spectateurs : 62 028 Arbitrage : Serdar Gözübüyük (en) |

### 3ejournée
| 22 octobre 2024 | AC Milan                                                           | 3 - 1   | Club Bruges                                        | Stade San Siro, Milan                         |                                               |
| 18h45 CEST      | Pulisic 34e · ( Okafor) Reijnders 61e · ( Chukwueze) Reijnders 71e | (1 - 0) | 51e Sabbe (Vetlesen )                              | Spectateurs : 58 649 Arbitrage : Felix Zwayer | Spectateurs : 58 649 Arbitrage : Felix Zwayer |
| 18h45 CEST      | Leão 50e · Morata 59e · Gabbia 71e · Camarda 88e                   | Rapport | 20e Seys · 23e Jashari · 40e Onyedika · 73e Skóraś | Spectateurs : 58 649 Arbitrage : Felix Zwayer | Spectateurs : 58 649 Arbitrage : Felix Zwayer |

| 22 octobre 2024 | AS Monaco | 5 - 1   | Étoile rouge de Belgrade | Stade Louis-II, Monaco                              |                                                     |
| 18h45 CEST      | ( Singo) Minamino 20e · Embolo 45+4e · ( Kehrer) Singo 54e · ( Embolo) Minamino 70e · ( Minamino) Akliouche 90+6e | (2 - 1) | 27e (pen.) Ndiaye        | Spectateurs : 9 590 Arbitrage : Tobias Stieler (en) | Spectateurs : 9 590 Arbitrage : Tobias Stieler (en) |
| 18h45 CEST      | Kehrer 26e | Rapport | 45+2e Maksimović         | Spectateurs : 9 590 Arbitrage : Tobias Stieler (en) | Spectateurs : 9 590 Arbitrage : Tobias Stieler (en) |

| 22 octobre 2024 | Paris Saint-Germain | 1 - 1   | PSV Eindhoven                                                          | Parc des Princes, Paris                            |                                                    |
| 21h00 CEST      | ( Ruiz) Hakimi 55e  | (0 - 1) | 34e Lang (Saibari )                                                    | Spectateurs : 47 511 Arbitrage : Glenn Nyberg (en) | Spectateurs : 47 511 Arbitrage : Glenn Nyberg (en) |
| 21h00 CEST      | Mendes 40e          | Rapport | 45+2e Júnior · 77e Dams · 90+1e Ledezma · 90+2e Babadi · 90+6e Benítez | Spectateurs : 47 511 Arbitrage : Glenn Nyberg (en) | Spectateurs : 47 511 Arbitrage : Glenn Nyberg (en) |

| 22 octobre 2024 | Juventus FC     | 0 - 1   | VfB Stuttgart               | Juventus Stadium, Turin                           |                                                   |
| 21h00 CEST      |                 | (0 - 0) | 90+2e Touré (Millot )       | Spectateurs : 41 306 Arbitrage : Espen Eskås (en) | Spectateurs : 41 306 Arbitrage : Espen Eskås (en) |
| 21h00 CEST      | Danilo 81e, 84e | Rapport | 51e Demirović · 54e Rouault | Spectateurs : 41 306 Arbitrage : Espen Eskås (en) | Spectateurs : 41 306 Arbitrage : Espen Eskås (en) |

| 22 octobre 2024 | Arsenal FC                 | 1 - 0   | Chakhtar Donetsk | London Stadium, Londres                         |                                                 |
| 21h00 CEST      | Riznyk 29e (csc)           | (1 - 0) |                  | Spectateurs : 59 594 Arbitrage : Benoît Bastien | Spectateurs : 59 594 Arbitrage : Benoît Bastien |
| 21h00 CEST      | White 34e · Martinelli 84e | Rapport | 90+6e Pedrinho   | Spectateurs : 59 594 Arbitrage : Benoît Bastien | Spectateurs : 59 594 Arbitrage : Benoît Bastien |

| 22 octobre 2024 | Aston Villa                      | 2 - 0   | Bologne FC                                               | Villa Park, Birmingham                              |                                                     |
| 21h00 CEST      | McGinn 55e · ( Rogers) Durán 64e | (0 - 0) |                                                          | Spectateurs : 41 847 Arbitrage : João Pinheiro (en) | Spectateurs : 41 847 Arbitrage : João Pinheiro (en) |
| 21h00 CEST      | Barkley 50e                      | Rapport | 19e Orsolini · 45e Posch · 47e Lykogiánnis · 53e Freuler | Spectateurs : 41 847 Arbitrage : João Pinheiro (en) | Spectateurs : 41 847 Arbitrage : João Pinheiro (en) |

| 22 octobre 2024 | Girona FC                                  | 2 - 0   | Slovan Bratislava                               | Stade municipal de Montilivi, Gérone                |                                                     |
| 21h00 CEST      | ( Danjuma) Gutiérrez 42e · Juanpe (en) 73e | (1 - 0) |                                                 | Spectateurs : 9 246 Arbitrage : Horațiu Feșnic (it) | Spectateurs : 9 246 Arbitrage : Horațiu Feșnic (it) |
| 21h00 CEST      | Francés 45e                                | Rapport | 16e Tolić (en) · 69e Ignatenko · 71e Barseghyan | Spectateurs : 9 246 Arbitrage : Horațiu Feșnic (it) | Spectateurs : 9 246 Arbitrage : Horațiu Feșnic (it) |

| 22 octobre 2024 | Sturm Graz                    | 0 - 2   | Sporting CP                                     | Wörthersee Stadion, Klagenfurt                          |                                                         |
| 21h00 CEST      |                               | (0 - 1) | 23e Santos (Gyökeres ) · 53e Gyökeres (Debast ) | Spectateurs : 23 691 Arbitrage : Giorgi Kruashvili (it) | Spectateurs : 23 691 Arbitrage : Giorgi Kruashvili (it) |
| 21h00 CEST      | Yalcouyé 39e · Yardımcı 90+4e | Rapport |                                                 | Spectateurs : 23 691 Arbitrage : Giorgi Kruashvili (it) | Spectateurs : 23 691 Arbitrage : Giorgi Kruashvili (it) |

| 22 octobre 2024 | Real Madrid                                                                        | 5 - 2   | Borussia Dortmund                                  | Stade Santiago-Bernabéu, Madrid                |                                                |
| 21h00 CEST      | ( Mbappé) Rüdiger 60e · Vinícius 62e · Vázquez 83e · Vinícius 86e · Vinícius 90+3e | (0 - 2) | 30e Malen (Guirassy ) · 34e Bynoe-Gittens (Malen ) | Spectateurs : 74 642 Arbitrage : István Kovács | Spectateurs : 74 642 Arbitrage : István Kovács |
| 21h00 CEST      | Vinícius 87e                                                                       | Rapport |                                                    | Spectateurs : 74 642 Arbitrage : István Kovács | Spectateurs : 74 642 Arbitrage : István Kovács |

| 23 octobre 2024 | Atalanta Bergame | 0 - 0   | Celtic FC   | Stadio di Bergamo, Bergame                         |                                                    |
| 18h45 CEST      |                  | (0 - 0) |             | Spectateurs : 21 614 Arbitrage : Irfan Peljto (en) | Spectateurs : 21 614 Arbitrage : Irfan Peljto (en) |
| 18h45 CEST      |                  | Rapport | 8e Johnston | Spectateurs : 21 614 Arbitrage : Irfan Peljto (en) | Spectateurs : 21 614 Arbitrage : Irfan Peljto (en) |

| 23 octobre 2024 | Stade brestois 29            | 1 - 1   | Bayer Leverkusen                                   | Stade de Roudourou, Guingamp                        |                                                     |
| 18h45 CEST      | ( Camara) Lees-Melou 39e     | (1 - 1) | 24e Wirtz (Hofmann )                               | Spectateurs : 15 510 Arbitrage : Ivan Kružliak (en) | Spectateurs : 15 510 Arbitrage : Ivan Kružliak (en) |
| 18h45 CEST      | Salah 84e · Lees-Melou 90+5e | Rapport | 72e Frimpong · 74e Wirtz · 90+2e Tah · 90+8e Xhaka | Spectateurs : 15 510 Arbitrage : Ivan Kružliak (en) | Spectateurs : 15 510 Arbitrage : Ivan Kružliak (en) |

| 23 octobre 2024 | Manchester City                                                                                             | 5 - 0   | Sparta Prague | City of Manchester Stadium, Manchester                 |                                                        |
| 21h00 CEST      | ( Akanji) Foden 3e · ( Savinho) Haaland 58e · ( Nunes) Stones 64e · ( Nunes) Haaland 68e · Nunes 88e (pen.) | (1 - 0) |               | Spectateurs : 50 116 Arbitrage : Maurizio Mariani (it) | Spectateurs : 50 116 Arbitrage : Maurizio Mariani (it) |
| 21h00 CEST      | Stones 7e                                                                                                   | Rapport | 87e Preciado  | Spectateurs : 50 116 Arbitrage : Maurizio Mariani (it) | Spectateurs : 50 116 Arbitrage : Maurizio Mariani (it) |

| 23 octobre 2024 | RB Leipzig                 | 0 - 1   | Liverpool FC       | RB Arena, Leipzig                                    |                                                      |
| 21h00 CEST      |                            | (0 - 1) | 27e Núñez (Salah ) | Spectateurs : 45 228 Arbitrage : Sandro Schärer (en) | Spectateurs : 45 228 Arbitrage : Sandro Schärer (en) |
| 21h00 CEST      | Lukeba 8e · Geertruida 23e | Rapport | 12e Mac Allister   | Spectateurs : 45 228 Arbitrage : Sandro Schärer (en) | Spectateurs : 45 228 Arbitrage : Sandro Schärer (en) |

| 23 octobre 2024 | FC Barcelone                                                                                        | 4 - 1   | Bayern Munich              | Stade olympique Lluís-Companys, Barcelone      |                                                |
| 21h00 CEST      | ( Fermín) Raphinha 1re · ( Fermín) Lewandowski 27e · ( Casadó) Raphinha 45e · ( Yamal) Raphinha 56e | (3 - 1) | 18e Kane (Gnabry )         | Spectateurs : 50 312 Arbitrage : Slavko Vinčić | Spectateurs : 50 312 Arbitrage : Slavko Vinčić |
| 21h00 CEST      | | Rapport | 27e Kimmich · 90e Goretzka | Spectateurs : 50 312 Arbitrage : Slavko Vinčić | Spectateurs : 50 312 Arbitrage : Slavko Vinčić |

| 23 octobre 2024 | Atlético Madrid                      | 1 - 3   | LOSC Lille                                                            | Estadio Metropolitano, Madrid                     |                                                   |
| 21h00 CEST      | Álvarez 8e                           | (1 - 0) | 61e Zhegrova (Meunier ) · 74e (pen.) David · 89e David (Gudmundsson ) | Spectateurs : 61 197 Arbitrage : Marco Guida (en) | Spectateurs : 61 197 Arbitrage : Marco Guida (en) |
| 21h00 CEST      | Galán 17e · Giménez 78e · Witsel 88e | Rapport | 44e Touré · 78e Meunier                                               | Spectateurs : 61 197 Arbitrage : Marco Guida (en) | Spectateurs : 61 197 Arbitrage : Marco Guida (en) |

| 23 octobre 2024 | Benfica Lisbonne              | 1 - 3   | Feyenoord Rotterdam                                                  | Estádio da Luz, Lisbonne                               |                                                        |
| 21h00 CEST      | ( Beste) Aktürkoğlu 66e       | (0 - 2) | 12e Ueda (Paixão ) · 33e Milambo (Timber ) · 90+2e Milambo (Paixão ) | Spectateurs : 61 687 Arbitrage : Halil Umut Meler (en) | Spectateurs : 61 687 Arbitrage : Halil Umut Meler (en) |
| 21h00 CEST      | Amdouni 90+1e · Sanches 90+2e | Rapport | 39e Timber                                                           | Spectateurs : 61 687 Arbitrage : Halil Umut Meler (en) | Spectateurs : 61 687 Arbitrage : Halil Umut Meler (en) |

| 23 octobre 2024 | RB Salzbourg                                             | 0 - 2   | Dinamo Zagreb                                          | Stadion Salzburg, Salzbourg                     |                                                 |
| 21h00 CEST      |                                                          | (0 - 0) | 49e Kulenović (Ristovski ) · 84e Petković (Ristovski ) | Spectateurs : 24 018 Arbitrage : Danny Makkelie | Spectateurs : 24 018 Arbitrage : Danny Makkelie |
| 21h00 CEST      | Bidstrup 18e · Dedić 31e · Schlager 66e · Piątkowski 73e | Rapport | 90e Rog                                                | Spectateurs : 24 018 Arbitrage : Danny Makkelie | Spectateurs : 24 018 Arbitrage : Danny Makkelie |

| 23 octobre 2024 | BSC Young Boys                                    | 0 - 1   | Inter Milan             | Stade du Wankdorf, Berne                        |                                                 |
| 21h00 CEST      |                                                   | (0 - 0) | 90+3e Thuram (Dimarco ) | Spectateurs : 31 500 Arbitrage : Michael Oliver | Spectateurs : 31 500 Arbitrage : Michael Oliver |
| 21h00 CEST      | Hadjam 33e · Monteiro 35e · Imeri 36e · Males 81e | Rapport | 35e Dumfries            | Spectateurs : 31 500 Arbitrage : Michael Oliver | Spectateurs : 31 500 Arbitrage : Michael Oliver |

### 4ejournée
| 5 novembre 2024 | PSV Eindhoven                                                                              | 4 - 0   | Girona FC                                                    | Stade Philips, Eindhoven                        |                                                 |
| 18h45 CET       | ( Tillman) Flamingo 16e · ( Lang) Tillman 33e · ( Tillman) Bakayoko 83e · Krejčí 88e (csc) | (2 - 0) |                                                              | Spectateurs : 34 400 Arbitrage : Michael Oliver | Spectateurs : 34 400 Arbitrage : Michael Oliver |
| 18h45 CET       | de Jong 40e · Karsdorp 58e · Dams 60e · Bakayoko 90+1e                                     | Rapport | 40e, 55e Martínez · 48e Gil · 90+1e Stuani · 90+1e Gazzaniga | Spectateurs : 34 400 Arbitrage : Michael Oliver | Spectateurs : 34 400 Arbitrage : Michael Oliver |

| 5 novembre 2024 | Slovan Bratislava          | 1 - 4   | Dinamo Zagreb                                                            | Tehelné pole, Bratislava                        |                                                 |
| 18h45 CET       | Strelec 5e                 | (1 - 2) | 10e Špikić · 30e Sučić (Pjaca ) · 54e Kulenović · 72e Kulenović (Pjaca ) | Spectateurs : 22 132 Arbitrage : Anthony Taylor | Spectateurs : 22 132 Arbitrage : Anthony Taylor |
| 18h45 CET       | Kashia 61e · Ignatenko 86e | Rapport | 66e Ogiwara (en) · 90+1e Kačavenda                                       | Spectateurs : 22 132 Arbitrage : Anthony Taylor | Spectateurs : 22 132 Arbitrage : Anthony Taylor |

| 5 novembre 2024 | Bologne FC                          | 0 - 1   | AS Monaco                | Stade Renato-Dall'Ara, Bologne                       |                                                      |
| 21h00 CET       |                                     | (0 - 0) | 86e Kehrer (Embolo )     | Spectateurs : 23 084 Arbitrage : Aliyar Aghayev (en) | Spectateurs : 23 084 Arbitrage : Aliyar Aghayev (en) |
| 21h00 CET       | Moro 27e · Fabbian 53e · Lucumí 88e | Rapport | 75e Camara · 77e Mawissa | Spectateurs : 23 084 Arbitrage : Aliyar Aghayev (en) | Spectateurs : 23 084 Arbitrage : Aliyar Aghayev (en) |

| 5 novembre 2024 | Borussia Dortmund     | 1 - 0   | Sturm Graz | Signal Iduna Park, Dortmund                           |                                                       |
| 21h00 CET       | ( Guirassy) Malen 85e | (0 - 0) |            | Spectateurs : 81 365 Arbitrage : Erik Lambrechts (it) | Spectateurs : 81 365 Arbitrage : Erik Lambrechts (it) |
| 21h00 CET       | Malen 75e             | Rapport |            | Spectateurs : 81 365 Arbitrage : Erik Lambrechts (it) | Spectateurs : 81 365 Arbitrage : Erik Lambrechts (it) |

| 5 novembre 2024 | Celtic FC                                              | 3 - 1   | RB Leipzig               | Celtic Park, Glasgow                            |                                                 |
| 21h00 CET       | ( Engels) Kühn 35e · ( Taylor) Kühn 45+1e · Hatate 72e | (2 - 1) | 23e Baumgartner (Kampl ) | Spectateurs : 57 551 Arbitrage : Benoît Bastien | Spectateurs : 57 551 Arbitrage : Benoît Bastien |
| 21h00 CET       |                                                        | Rapport | 62e Šeško                | Spectateurs : 57 551 Arbitrage : Benoît Bastien | Spectateurs : 57 551 Arbitrage : Benoît Bastien |

| 5 novembre 2024 | Liverpool FC                                                            | 4 - 0   | Bayer Leverkusen          | Anfield, Liverpool                              |                                                 |
| 21h00 CET       | ( Jones) Díaz 61e · ( Salah) Gakpo 63e · ( Salah) Díaz 83e · Díaz 90+2e | (0 - 0) |                           | Spectateurs : 59 790 Arbitrage : Danny Makkelie | Spectateurs : 59 790 Arbitrage : Danny Makkelie |
| 21h00 CET       |                                                                         | Rapport | 26e García · 60e Hrádecký | Spectateurs : 59 790 Arbitrage : Danny Makkelie | Spectateurs : 59 790 Arbitrage : Danny Makkelie |

| 5 novembre 2024 | LOSC Lille            | 1 - 1   | Juventus FC         | Stade Pierre-Mauroy, Villeneuve-d'Ascq             |                                                    |
| 21h00 CET       | ( Zhegrova) David 27e | (1 - 0) | 60e (pen.) Vlahović | Spectateurs : 48 312 Arbitrage : Irfan Peljto (en) | Spectateurs : 48 312 Arbitrage : Irfan Peljto (en) |
| 21h00 CET       | André 73e             | Rapport | 62e Cabal           | Spectateurs : 48 312 Arbitrage : Irfan Peljto (en) | Spectateurs : 48 312 Arbitrage : Irfan Peljto (en) |

| 5 novembre 2024 | Real Madrid                                              | 1 - 3   | AC Milan                                                          | Stade Santiago-Bernabéu, Madrid                |                                                |
| 21h00 CET       | Vinícius 23e (pen.)                                      | (1 - 2) | 12e Thiaw (Pulisic ) · 39e Morata (Leão ) · 73e Reijnders (Leão ) | Spectateurs : 75 561 Arbitrage : Slavko Vinčić | Spectateurs : 75 561 Arbitrage : Slavko Vinčić |
| 21h00 CET       | Camavinga 58e · Vázquez 68e · Militão 68e · Vinícius 71e | Rapport | 21e Morata · 85e Fofana                                           | Spectateurs : 75 561 Arbitrage : Slavko Vinčić | Spectateurs : 75 561 Arbitrage : Slavko Vinčić |

| 5 novembre 2024 | Sporting CP                                                                                  | 4 - 1   | Manchester City                       | Estádio José Alvalade XXI, Lisbonne             |                                                 |
| 21h00 CET       | ( Quenda) Gyökeres 38e · ( Gonçalves) Araújo 46e · Gyökeres 49e (pen.) · Gyökeres 80e (pen.) | (1 - 1) | 4e Foden                              | Spectateurs : 47 453 Arbitrage : Daniel Siebert | Spectateurs : 47 453 Arbitrage : Daniel Siebert |
| 21h00 CET       | Gonçalves 55e · Araújo 73e · Hjulmand 88e                                                    | Rapport | 45e Kovačić · 73e Savinho · 79e Nunes | Spectateurs : 47 453 Arbitrage : Daniel Siebert | Spectateurs : 47 453 Arbitrage : Daniel Siebert |

| 6 novembre 2024 | Club Bruges                | 1 - 0   | Aston Villa                                         | Stade Jan Breydel, Bruges                            |                                                      |
| 18h45 CET       | Vanaken 52e (pen.)         | (0 - 0) |                                                     | Spectateurs : 23 466 Arbitrage : Tobias Stieler (en) | Spectateurs : 23 466 Arbitrage : Tobias Stieler (en) |
| 18h45 CET       | Nielsen 17e · Vetlesen 78e | Rapport | 25e Mings · 25e Carlos · 90+1e Kamara · 90+5e Konsa | Spectateurs : 23 466 Arbitrage : Tobias Stieler (en) | Spectateurs : 23 466 Arbitrage : Tobias Stieler (en) |

| 6 novembre 2024 | Chakhtar Donetsk                                 | 2 - 1   | BSC Young Boys                         | Veltins-Arena, Gelsenkirchen                   |                                                |
| 18h45 CET       | ( Sudakov) Zubkov 31e · ( Eguinaldo) Sudakov 41e | (2 - 1) | 27e Imeri (Niasse )                    | Spectateurs : 17 420 Arbitrage : Orel Grinfeld | Spectateurs : 17 420 Arbitrage : Orel Grinfeld |
| 18h45 CET       | Konoplia 81e                                     | Rapport | 40e Blum · 45+3e Athekame · 70e Niasse | Spectateurs : 17 420 Arbitrage : Orel Grinfeld | Spectateurs : 17 420 Arbitrage : Orel Grinfeld |

| 6 novembre 2024 | Sparta Prague             | 1 - 2   | Stade brestois 29                  | Stade Letná, Prague                                  |                                                      |
| 21h00 CET       | ( Sadílek) Olatunji 90+2e | (0 - 1) | 37e Fernandes · 80e (csc) Kairinen | Spectateurs : 18 033 Arbitrage : Mykola Balakin (it) | Spectateurs : 18 033 Arbitrage : Mykola Balakin (it) |
| 21h00 CET       | Ryneš 69e                 | Rapport | 23e Ajorque                        | Spectateurs : 18 033 Arbitrage : Mykola Balakin (it) | Spectateurs : 18 033 Arbitrage : Mykola Balakin (it) |

| 6 novembre 2024 | Bayern Munich       | 1 - 0   | Benfica Lisbonne       | Allianz Arena, Munich                              |                                                    |
| 21h00 CET       | ( Kane) Musiala 67e | (0 - 0) |                        | Spectateurs : 75 000 Arbitrage : Davide Massa (en) | Spectateurs : 75 000 Arbitrage : Davide Massa (en) |
| 21h00 CET       | Musiala 73e         | Rapport | 26e Kaboré · 71e Kökçü | Spectateurs : 75 000 Arbitrage : Davide Massa (en) | Spectateurs : 75 000 Arbitrage : Davide Massa (en) |

| 6 novembre 2024 | Inter Milan                                | 1 - 0   | Arsenal FC                                   | Stade Giuseppe-Meazza, Milan                   |                                                |
| 21h00 CET       | Çalhanoğlu 45+3e (pen.)                    | (1 - 0) |                                              | Spectateurs : 75 222 Arbitrage : István Kovács | Spectateurs : 75 222 Arbitrage : István Kovács |
| 21h00 CET       | Martínez 15e · Barella 68e · Inzaghi 90+7e | Rapport | 15e Gabriel · 63e Arteta · 68e Gabriel Jesus | Spectateurs : 75 222 Arbitrage : István Kovács | Spectateurs : 75 222 Arbitrage : István Kovács |

| 6 novembre 2024 | Feyenoord Rotterdam         | 1 - 3   | RB Salzbourg                                                             | Stade Feijenoord, Rotterdam                          |                                                      |
| 21h00 CET       | Nadje 81e                   | (0 - 1) | 45+2e Konaté (Gloukh ) · 58e Konaté (Piątkowski ) · 86e Guindo (Gloukh ) | Spectateurs : 42 774 Arbitrage : Donatas Rumšas (it) | Spectateurs : 42 774 Arbitrage : Donatas Rumšas (it) |
| 21h00 CET       | Osman 21e · Hadj Moussa 80e | Rapport | 66e Blaswich · 72e Capaldo                                               | Spectateurs : 42 774 Arbitrage : Donatas Rumšas (it) | Spectateurs : 42 774 Arbitrage : Donatas Rumšas (it) |

| 6 novembre 2024 | Étoile rouge de Belgrade                           | 2 - 5   | FC Barcelone | Stade de l'Étoile rouge, Belgrade                 |                                                   |
| 21h00 CET       | ( Krunić) Silas 27e · ( Seol Young-woo) Milson 84e | (1 - 2) | 13e Martínez (Raphinha ) · 43e Lewandowski (Raphinha ) · 53e Lewandowski (Koundé ) · 55e Raphinha (Koundé ) · 76e López (Koundé ) | Spectateurs : 48 886 Arbitrage : Espen Eskås (en) | Spectateurs : 48 886 Arbitrage : Espen Eskås (en) |
| 21h00 CET       | Ndiaye 61e · Spajić 64e                            | Rapport | | Spectateurs : 48 886 Arbitrage : Espen Eskås (en) | Spectateurs : 48 886 Arbitrage : Espen Eskås (en) |

| 6 novembre 2024 | Paris Saint-Germain        | 1 - 2   | Atlético Madrid                        | Parc des Princes, Paris                           |                                                   |
| 21h00 CET       | ( Dembélé) Zaïre-Emery 14e | (1 - 1) | 18e Molina · 90+3e Correa (Griezmann ) | Spectateurs : 47 369 Arbitrage : Szymon Marciniak | Spectateurs : 47 369 Arbitrage : Szymon Marciniak |
| 21h00 CET       |                            | Rapport | 87e Correa                             | Spectateurs : 47 369 Arbitrage : Szymon Marciniak | Spectateurs : 47 369 Arbitrage : Szymon Marciniak |

| 6 novembre 2024 | VfB Stuttgart             | 0 - 2   | Atalanta Bergame                          | MHPArena, Stuttgart                                  |                                                      |
| 21h00 CET       |                           | (0 - 0) | 51e Lookman (De Ketelaere ) · 88e Zaniolo | Spectateurs : 60 000 Arbitrage : Rade Obrenović (it) | Spectateurs : 60 000 Arbitrage : Rade Obrenović (it) |
| 21h00 CET       | Chase 41e · Demirović 69e | Rapport | 44e Hien · 55e Éderson · 79e Bellanova    | Spectateurs : 60 000 Arbitrage : Rade Obrenović (it) | Spectateurs : 60 000 Arbitrage : Rade Obrenović (it) |

### 5ejournée
| 26 novembre 2024 | Sparta Prague | 0 - 6   | Atlético Madrid | Stade Letná, Prague                             |                                                 |
| 18h45 CET        |               | (0 - 2) | 15e Álvarez · 43e Llorente (Gallagher ) · 59e Álvarez (Simeone ) · 70e Griezmann (Llorente ) · 85e Correa (Lino ) · 89e Correa (Llorente ) | Spectateurs : 18 110 Arbitrage : Danny Makkelie | Spectateurs : 18 110 Arbitrage : Danny Makkelie |
| 18h45 CET        | Pešek 65e     | Rapport | 67e Barrios | Spectateurs : 18 110 Arbitrage : Danny Makkelie | Spectateurs : 18 110 Arbitrage : Danny Makkelie |

| 26 novembre 2024 | Slovan Bratislava                                            | 2 - 3   | AC Milan                                                  | Tehelné pole, Bratislava                                 |                                                          |
| 18h45 CET        | ( Savvidis (en)) Barseghyan 24e · ( Barseghyan) Marcelli 88e | (1 - 1) | 21e Pulisic (Abraham ) · 68e Leão (Fofana ) · 71e Abraham | Spectateurs : 22 500 Arbitrage : José María Sánchez (en) | Spectateurs : 22 500 Arbitrage : José María Sánchez (en) |
| 18h45 CET        | Tolić (en) 90e, 90e · Bajrić (en) 90+6e                      | Rapport | 54e Chukwueze · 58e Calabria · 79e Tomori                 | Spectateurs : 22 500 Arbitrage : José María Sánchez (en) | Spectateurs : 22 500 Arbitrage : José María Sánchez (en) |

| 26 novembre 2024 | Bayer Leverkusen                                                                                      | 5 - 0   | RB Salzbourg | BayArena, Leverkusen                                 |                                                      |
| 21h00 CET        | Wirtz 8e (pen.) · Grimaldo 11e · ( Grimaldo) Wirtz 30e · ( Frimpong) Schick 61e · ( Wirtz) García 72e | (3 - 0) |              | Spectateurs : 29 211 Arbitrage : Mykola Balakin (it) | Spectateurs : 29 211 Arbitrage : Mykola Balakin (it) |
| 21h00 CET        | Andrich 65e                                                                                           | Rapport | 58e Yeo      | Spectateurs : 29 211 Arbitrage : Mykola Balakin (it) | Spectateurs : 29 211 Arbitrage : Mykola Balakin (it) |

| 26 novembre 2024 | BSC Young Boys          | 1 - 6   | Atalanta Bergame | Stade du Wankdorf, Berne                                    |                                                             |
| 21h00 CET        | ( Ugrinic) Ganvoula 11e | (1 - 4) | 9e Retegui (De Ketelaere ) · 28e De Ketelaere (Kossounou ) · 32e Kolašinac (De Ketelaere ) · 39e Retegui (De Ketelaere ) · 56e De Ketelaere (Pašalić ) · 90e Samardžić | Spectateurs : 31 500 Arbitrage : Manfredas Lukjančukas (it) | Spectateurs : 31 500 Arbitrage : Manfredas Lukjančukas (it) |
| 21h00 CET        | Colley 44e · Elia 74e   | Rapport | 45e Brescianini | Spectateurs : 31 500 Arbitrage : Manfredas Lukjančukas (it) | Spectateurs : 31 500 Arbitrage : Manfredas Lukjančukas (it) |

| 26 novembre 2024 | FC Barcelone                                                             | 3 - 0   | Stade brestois 29                                     | Stade olympique Lluís-Companys, Barcelone          |                                                    |
| 21h00 CET        | Lewandowski 10e (pen.) · ( Martín) Olmo 66e · ( Balde) Lewandowski 90+2e | (1 - 0) |                                                       | Spectateurs : 46 317 Arbitrage : Irfan Peljto (en) | Spectateurs : 46 317 Arbitrage : Irfan Peljto (en) |
| 21h00 CET        |                                                                          | Rapport | 24e Lala · 63e Camara · 74e Ajorque · 81e Le Cardinal | Spectateurs : 46 317 Arbitrage : Irfan Peljto (en) | Spectateurs : 46 317 Arbitrage : Irfan Peljto (en) |

| 26 novembre 2024 | Bayern Munich                      | 1 - 0   | Paris Saint-Germain                                     | Allianz Arena, Munich                          |                                                |
| 21h00 CET        | Kim Min-jae 38e                    | (1 - 0) |                                                         | Spectateurs : 75 000 Arbitrage : István Kovács | Spectateurs : 75 000 Arbitrage : István Kovács |
| 21h00 CET        | Coman 67e · Olise 77e · Gnabry 84e | Rapport | 37e, 57e Dembélé · 57e Hakimi · 71e Mendes · 90+5e Ruiz | Spectateurs : 75 000 Arbitrage : István Kovács | Spectateurs : 75 000 Arbitrage : István Kovács |

| 26 novembre 2024 | Inter Milan                 | 1 - 0   | RB Leipzig                              | Stade Giuseppe-Meazza, Milan                        |                                                     |
| 21h00 CET        | ( Dimarco) Lukeba 27e (csc) | (1 - 0) |                                         | Spectateurs : 63 174 Arbitrage : João Pinheiro (en) | Spectateurs : 63 174 Arbitrage : João Pinheiro (en) |
| 21h00 CET        | Pavard 11e · Bastoni 33e    | Rapport | 34e Baumgartner · 70e Rose · 85e Lukeba | Spectateurs : 63 174 Arbitrage : João Pinheiro (en) | Spectateurs : 63 174 Arbitrage : João Pinheiro (en) |

| 26 novembre 2024 | Manchester City                                          | 3 - 3   | Feyenoord Rotterdam                                             | City of Manchester Stadium, Manchester              |                                                     |
| 21h00 CET        | Haaland 44e (pen.) · Gündoğan 50e · ( Nunes) Haaland 53e | (1 - 0) | 75e Hadj Moussa · 82e Giménez (Lotomba ) · 89e Hancko (Paixão ) | Spectateurs : 47 011 Arbitrage : Radu Petrescu (en) | Spectateurs : 47 011 Arbitrage : Radu Petrescu (en) |
| 21h00 CET        | McAtee 88e                                               | Rapport | 57e Carranza                                                    | Spectateurs : 47 011 Arbitrage : Radu Petrescu (en) | Spectateurs : 47 011 Arbitrage : Radu Petrescu (en) |

| 26 novembre 2024 | Sporting CP           | 1 - 5   | Arsenal FC | Estádio José Alvalade XXI, Lisbonne               |                                                   |
| 21h00 CET        | ( Trincão) Inácio 47e | (0 - 3) | 7e Martinelli (Timber ) · 22e Havertz (Saka ) · 45+1e Gabriel (Rice ) · 65e (pen.) Saka · 82e Trossard (Merino ) | Spectateurs : 47 386 Arbitrage : Szymon Marciniak | Spectateurs : 47 386 Arbitrage : Szymon Marciniak |
| 21h00 CET        | Diomande 4e           | Rapport | 52e Raya | Spectateurs : 47 386 Arbitrage : Szymon Marciniak | Spectateurs : 47 386 Arbitrage : Szymon Marciniak |

| 27 novembre 2024 | Étoile rouge de Belgrade                                                                                                  | 5 - 1   | VfB Stuttgart          | Stade de l'Étoile rouge, Belgrade                     |                                                       |
| 18h45 CET        | Silas 12e · ( Seol Young-woo) Krunić 31e · ( Elšnik ) Ivanić (en) 65e · ( Krunić ) Radonjić 69e · ( Elšnik ) Radonjić 88e | (2 - 1) | 5e Demirović (Millot ) | Spectateurs : 41 372 Arbitrage : Erik Lambrechts (it) | Spectateurs : 41 372 Arbitrage : Erik Lambrechts (it) |
| 18h45 CET        | Maksimović 45e · Ndiaye 45+2e · Rodić 45+2e · Krunić 52e                                                                  | Rapport | 45+2e Rouault          | Spectateurs : 41 372 Arbitrage : Erik Lambrechts (it) | Spectateurs : 41 372 Arbitrage : Erik Lambrechts (it) |

| 27 novembre 2024 | Sturm Graz           | 1 - 0   | Girona FC | Wörthersee Stadion, Klagenfurt                    |                                                   |
| 18h45 CET        | ( Jatta) Biereth 59e | (0 - 0) |           | Spectateurs : 21 502 Arbitrage : Rohit Saggi (nl) | Spectateurs : 21 502 Arbitrage : Rohit Saggi (nl) |
| 18h45 CET        | Gazibegović 20e      | Rapport | 64e Gil   | Spectateurs : 21 502 Arbitrage : Rohit Saggi (nl) | Spectateurs : 21 502 Arbitrage : Rohit Saggi (nl) |

| 27 novembre 2024 | AS Monaco                                               | 2 - 3   | Benfica Lisbonne                                                | Stade Louis-II, Monaco                               |                                                      |
| 21h00 CET        | ( Golovine) Ben Seghir 13e · ( Mawissa) Magassa 67e     | (1 - 0) | 48e Pavlídis · 84e Cabral (Di María ) · 88e Amdouni (Di María ) | Spectateurs : 13 581 Arbitrage : Rade Obrenović (it) | Spectateurs : 13 581 Arbitrage : Rade Obrenović (it) |
| 21h00 CET        | Zakaria 41e · Kehrer 41e · Singo 42e, 58e · Mawissa 79e | Rapport | 5e Florentino · 29e Carreras · 42e Aktürkoğlu                   | Spectateurs : 13 581 Arbitrage : Rade Obrenović (it) | Spectateurs : 13 581 Arbitrage : Rade Obrenović (it) |

| 27 novembre 2024 | Aston Villa                             | 0 - 0   | Juventus FC                               | Villa Park, Birmingham                                  |                                                         |
| 21h00 CET        |                                         | (0 - 0) |                                           | Spectateurs : 42 589 Arbitrage : Jesús Gil Manzano (en) | Spectateurs : 42 589 Arbitrage : Jesús Gil Manzano (en) |
| 21h00 CET        | Tielemans 10e · Bailey 12e · Torres 39e | Rapport | 45e Kalulu · 78e Weah · 90+3e Koopmeiners | Spectateurs : 42 589 Arbitrage : Jesús Gil Manzano (en) | Spectateurs : 42 589 Arbitrage : Jesús Gil Manzano (en) |

| 27 novembre 2024 | Bologne FC                                   | 1 - 2   | LOSC Lille                                                | Stade Renato-Dall'Ara, Bologne                  |                                                 |
| 21h00 CET        | ( Lykogiánnis) Lucumí 63e                    | (0 - 1) | 44e Mukau · 66e Mukau (Fernandez-Pardo )                  | Spectateurs : 22 420 Arbitrage : Michael Oliver | Spectateurs : 22 420 Arbitrage : Michael Oliver |
| 21h00 CET        | Lykogiánnis 33e · Odgaard 84e · Castro 90+6e | Rapport | 22e Alexsandro · 54e Meunier · 80e Mandi · 90+5e Zhegrova | Spectateurs : 22 420 Arbitrage : Michael Oliver | Spectateurs : 22 420 Arbitrage : Michael Oliver |

| 27 novembre 2024 | Celtic FC          | 1 - 1   | Club Bruges                            | Celtic Park, Glasgow                                 |                                                      |
| 21h00 CET        | ( Valle) Maeda 60e | (0 - 1) | 26e (csc) Carter-Vickers               | Spectateurs : 57 456 Arbitrage : Georgi Kabakov (en) | Spectateurs : 57 456 Arbitrage : Georgi Kabakov (en) |
| 21h00 CET        | Bernardo 84e       | Rapport | 48e Ordóñez · 77e Mechele · 90+2e Seys | Spectateurs : 57 456 Arbitrage : Georgi Kabakov (en) | Spectateurs : 57 456 Arbitrage : Georgi Kabakov (en) |

| 27 novembre 2024 | Dinamo Zagreb                               | 0 - 3   | Borussia Dortmund                                         | Stade Maksimir, Zagreb                          |                                                 |
| 21h00 CET        |                                             | (0 - 1) | 41e Bynoe-Gittens · 56e Bensebaïni (Groß ) · 90e Guirassy | Spectateurs : 20 019 Arbitrage : Clément Turpin | Spectateurs : 20 019 Arbitrage : Clément Turpin |
| 21h00 CET        | Torrente 19e · Baturina 60e · Kulenović 66e | Rapport | 60e Bensebaïni                                            | Spectateurs : 20 019 Arbitrage : Clément Turpin | Spectateurs : 20 019 Arbitrage : Clément Turpin |

| 27 novembre 2024 | Liverpool FC                                         | 2 - 0   | Real Madrid                                          | Anfield, Liverpool                                 |                                                    |
| 21h00 CET        | ( Bradley) Mac Allister 52e · ( Robertson) Gakpo 76e | (0 - 0) |                                                      | Spectateurs : 59 546 Arbitrage : François Letexier | Spectateurs : 59 546 Arbitrage : François Letexier |
| 21h00 CET        | Núñez 13e · Gravenberch 18e · Mac Allister 40e       | Rapport | 13e Asencio · 70e Mendy · 80e Ceballos · 90e Endrick | Spectateurs : 59 546 Arbitrage : François Letexier | Spectateurs : 59 546 Arbitrage : François Letexier |

| 27 novembre 2024 | PSV Eindhoven                                      | 3 - 2   | Chakhtar Donetsk                                   | Stade Philips, Eindhoven                           |                                                    |
| 21h00 CET        | Tillman 87e · Tillman 90e · ( Flamingo) Pepi 90+5e | (0 - 2) | 8e Sikane (Konoplia ) · 37e Zubkov (Konoplia )     | Spectateurs : 35 100 Arbitrage : Urs Schnyder (nl) | Spectateurs : 35 100 Arbitrage : Urs Schnyder (nl) |
| 21h00 CET        | Boscagli 59e · Saibari 84e · Tillman 90+1e         | Rapport | 69e Pedrinho · 87e Kryskiv (en) · 90+7e Pušić (en) | Spectateurs : 35 100 Arbitrage : Urs Schnyder (nl) | Spectateurs : 35 100 Arbitrage : Urs Schnyder (nl) |

### 6ejournée
| 10 décembre 2024 | Girona FC                             | 0 - 1   | Liverpool FC         | Stade municipal de Montilivi, Gérone           |                                                |
| 18h45 CET        |                                       | (0 - 0) | 63e (pen.) Salah     | Spectateurs : 9 241 Arbitrage : Benoît Bastien | Spectateurs : 9 241 Arbitrage : Benoît Bastien |
| 18h45 CET        | Romeu 55e · Francés 87e · Portu 90+3e | Rapport | 53e Díaz · 79e Gomez | Spectateurs : 9 241 Arbitrage : Benoît Bastien | Spectateurs : 9 241 Arbitrage : Benoît Bastien |

| 10 décembre 2024 | Dinamo Zagreb           | 0 - 0   | Celtic FC                           | Stade Maksimir, Zagreb                        |                                               |
| 18h45 CET        |                         | (0 - 0) |                                     | Spectateurs : 18 158 Arbitrage : Felix Zwayer | Spectateurs : 18 158 Arbitrage : Felix Zwayer |
| 18h45 CET        | Kulenović 35e · Rog 35e | Rapport | 6e Taylor · 38e Maeda · 56e Ralston | Spectateurs : 18 158 Arbitrage : Felix Zwayer | Spectateurs : 18 158 Arbitrage : Felix Zwayer |

| 10 décembre 2024 | Atalanta Bergame                                     | 2 - 3   | Real Madrid                                                    | Stadio Atleti Azzurri d'Italia, Bergame           |                                                   |
| 21h00 CET        | De Ketelaere 45+2e (pen.) · ( Samardžić) Lookman 65e | (1 - 1) | 10e Mbappé (Díaz ) · 56e Vinícius · 59e Bellingham (Vinícius ) | Spectateurs : 22 967 Arbitrage : Szymon Marciniak | Spectateurs : 22 967 Arbitrage : Szymon Marciniak |
| 21h00 CET        | Kossounou 90+2e                                      | Rapport | 45+2e Tchouaméni · 90+3e Vázquez                               | Spectateurs : 22 967 Arbitrage : Szymon Marciniak | Spectateurs : 22 967 Arbitrage : Szymon Marciniak |

| 10 décembre 2024 | Bayer Leverkusen       | 1 - 0   | Inter Milan                                  | BayArena, Leverkusen                           |                                                |
| 21h00 CET        | ( Terrier) Mukiele 90e | (0 - 0) |                                              | Spectateurs : 30 210 Arbitrage : Slavko Vinčić | Spectateurs : 30 210 Arbitrage : Slavko Vinčić |
| 21h00 CET        |                        | Rapport | 25e Çalhanoğlu · 27e Augusto · 90+4e Barella | Spectateurs : 30 210 Arbitrage : Slavko Vinčić | Spectateurs : 30 210 Arbitrage : Slavko Vinčić |

| 10 décembre 2024 | Club Bruges                                                 | 2 - 1   | Sporting CP                                              | Stade Jan Breydel, Bruges                       |                                                 |
| 21h00 CET        | ( Tzólis) Quaresma 24e (csc) · ( Vanaken) Nielsen 84e       | (1 - 1) | 3e Catamo (Araújo )                                      | Spectateurs : 22 254 Arbitrage : Anthony Taylor | Spectateurs : 22 254 Arbitrage : Anthony Taylor |
| 21h00 CET        | Skov Olsen 26e · Tzólis 43e · Onyedika 45+4e · Mignolet 52e | Rapport | 34e Gyökeres · 50e St. Juste · 78e Araújo · 83e Hjulmand | Spectateurs : 22 254 Arbitrage : Anthony Taylor | Spectateurs : 22 254 Arbitrage : Anthony Taylor |

| 10 décembre 2024 | RB Salzbourg                                 | 0 - 3   | Paris Saint-Germain                                           | Red Bull Arena, Salzbourg                       |                                                 |
| 21h00 CET        |                                              | (0 - 1) | 30e Ramos (Hakimi ) · 72e Mendes (Doué ) · 85e Doué (Hakimi ) | Spectateurs : 25 065 Arbitrage : Michael Oliver | Spectateurs : 25 065 Arbitrage : Michael Oliver |
| 21h00 CET        | Guindo 35e · Gourna-Douath 53e · Capaldo 75e | Rapport |                                                               | Spectateurs : 25 065 Arbitrage : Michael Oliver | Spectateurs : 25 065 Arbitrage : Michael Oliver |

| 10 décembre 2024 | Chakhtar Donetsk              | 1 - 5   | Bayern Munich                                                                     | Veltins-Arena, Gelsenkirchen                           |                                                        |
| 21h00 CET        | ( Zubkov) Kevin 5e            | (1 - 2) | 11e Laimer · 45e Müller (Musiala ) · 70e (pen.) Olise · 87e Musiala · 90+3e Olise | Spectateurs : 57 079 Arbitrage : Halil Umut Meler (en) | Spectateurs : 57 079 Arbitrage : Halil Umut Meler (en) |
| 21h00 CET        | Kryskiv (en) 55e · Traoré 82e | Rapport | 7e Sané · 82e Goretzka)                                                           | Spectateurs : 57 079 Arbitrage : Halil Umut Meler (en) | Spectateurs : 57 079 Arbitrage : Halil Umut Meler (en) |

| 10 décembre 2024 | RB Leipzig                                        | 2 - 3   | Aston Villa                                                 | Red Bull Arena, Leipzig                                |                                                        |
| 21h00 CET        | ( Seiwald) Openda 27e · ( Openda) Baumgartner 62e | (1 - 1) | 3e McGinn (Watkins ) · 52e Durán (Tielemans ) · 85e Barkley | Spectateurs : 40 406 Arbitrage : Maurizio Mariani (it) | Spectateurs : 40 406 Arbitrage : Maurizio Mariani (it) |
| 21h00 CET        | Henrichs 81e                                      | Rapport | 45e Digne · 79e Carlos                                      | Spectateurs : 40 406 Arbitrage : Maurizio Mariani (it) | Spectateurs : 40 406 Arbitrage : Maurizio Mariani (it) |

| 10 décembre 2024 | Stade brestois 29                                     | 1 - 0   | PSV Eindhoven                        | Stade de Roudourou, Guingamp                             |                                                          |
| 21h00 CET        | ( Baldé) Le Cardinal 43e                              | (1 - 0) |                                      | Spectateurs : 15 778 Arbitrage : José María Sánchez (en) | Spectateurs : 15 778 Arbitrage : José María Sánchez (en) |
| 21h00 CET        | Le Cardinal 45+2e · Del Castillo 58e · Chardonnet 84e | Rapport | 41e Dams · 64e Tillman · 86e Veerman | Spectateurs : 15 778 Arbitrage : José María Sánchez (en) | Spectateurs : 15 778 Arbitrage : José María Sánchez (en) |

| 11 décembre 2024 | Atlético Madrid                                                         | 3 - 1   | Slovan Bratislava  | Estadio Metropolitano, Madrid                               |                                                             |
| 18h45 CET        | ( Lino) Álvarez 16e · ( Llorente) Griezmann 42e · ( Koke) Griezmann 57e | (2 - 0) | 51e (pen.) Strelec | Spectateurs : 59 134 Arbitrage : Manfredas Lukjančukas (it) | Spectateurs : 59 134 Arbitrage : Manfredas Lukjančukas (it) |
| 18h45 CET        | Rapport                                                                 |         |                    | Spectateurs : 59 134 Arbitrage : Manfredas Lukjančukas (it) | Spectateurs : 59 134 Arbitrage : Manfredas Lukjančukas (it) |

| 11 décembre 2024 | LOSC Lille                                                          | 3 - 2   | Sturm Graz                                             | Stade Pierre-Mauroy, Villeneuve-d'Ascq               |                                                      |
| 18h45 CET        | ( Alexsandro) Sahraoui 37e · Bakker 45+2e · ( David) Haraldsson 81e | (2 - 1) | 45+4e Kiteishvili (Chukwuani ) · 47e Biereth (Bøving ) | Spectateurs : 45 796 Arbitrage : Georgi Kabakov (en) | Spectateurs : 45 796 Arbitrage : Georgi Kabakov (en) |
| 18h45 CET        | Bakker 74e                                                          | Rapport | 8e Chukwuani                                           | Spectateurs : 45 796 Arbitrage : Georgi Kabakov (en) | Spectateurs : 45 796 Arbitrage : Georgi Kabakov (en) |

| 11 décembre 2024 | AC Milan                                    | 2 - 1   | Étoile rouge de Belgrade | Stade San Siro, Milan                                   |                                                         |
| 21h00 CET        | ( Fofana) Leão 42e · ( Camarda) Abraham 87e | (1 - 0) | 67e Radonjić             | Spectateurs : 53 717 Arbitrage : Jesús Gil Manzano (en) | Spectateurs : 53 717 Arbitrage : Jesús Gil Manzano (en) |
| 21h00 CET        | Musah 32e · Hernandez 45e · Tomori 79e      | Rapport | 33e Krunić · 81e Djiga   | Spectateurs : 53 717 Arbitrage : Jesús Gil Manzano (en) | Spectateurs : 53 717 Arbitrage : Jesús Gil Manzano (en) |

| 11 décembre 2024 | Arsenal FC                                                    | 3 - 0   | AS Monaco     | Emirates Stadium, Londres                          |                                                    |
| 21h00 CET        | ( Jesus) Saka 34e · ( Havertz) Saka 78e · ( Saka) Havertz 88e | (1 - 0) |               | Spectateurs : 60 157 Arbitrage : Davide Massa (en) | Spectateurs : 60 157 Arbitrage : Davide Massa (en) |
| 21h00 CET        | Martinelli 32e · Merino 60e                                   | Rapport | 63e Vanderson | Spectateurs : 60 157 Arbitrage : Davide Massa (en) | Spectateurs : 60 157 Arbitrage : Davide Massa (en) |

| 11 décembre 2024 | Borussia Dortmund                                      | 2 - 3   | FC Barcelone                                                     | Signal Iduna Park, Dortmund                        |                                                    |
| 21h00 CET        | Guirassy 60e (pen.) · ( Groß) Guirassy 78e             | (0 - 0) | 53e Raphinha (Olmo ) · 75e Torres (López ) · 85e Torres (Yamal ) | Spectateurs : 81 365 Arbitrage : François Letexier | Spectateurs : 81 365 Arbitrage : François Letexier |
| 21h00 CET        | Sabitzer 42e · Nmecha 51e · Couto 57e · Bensebaïni 58e | Rapport | 58e Cubarsí · 90+2e Torres                                       | Spectateurs : 81 365 Arbitrage : François Letexier | Spectateurs : 81 365 Arbitrage : François Letexier |

| 11 décembre 2024 | Feyenoord Rotterdam                                                             | 4 - 2   | Sparta Prague                                       | Stade Feijenoord, Rotterdam                          |                                                      |
| 21h00 CET        | Trauner 8e · ( Giménez) Paixão 10e · ( Nieuwkoop) Hadj Moussa 30e · Giménez 63e | (3 - 1) | 43e Rrahmani · 79e (csc) Beelen (Ryneš )            | Spectateurs : 45 000 Arbitrage : Tobias Stieler (en) | Spectateurs : 45 000 Arbitrage : Tobias Stieler (en) |
| 21h00 CET        | Giménez 51e                                                                     | Rapport | 10e Vindahl · 37e Sørensen · 53e Vitík · 90e Zelený | Spectateurs : 45 000 Arbitrage : Tobias Stieler (en) | Spectateurs : 45 000 Arbitrage : Tobias Stieler (en) |

| 11 décembre 2024 | Juventus FC                                   | 2 - 0   | Manchester City          | Juventus Stadium, Turin                         |                                                 |
| 21h00 CET        | ( Yıldız) Vlahović 53e · ( Weah) McKennie 75e | (0 - 0) |                          | Spectateurs : 40 890 Arbitrage : Clément Turpin | Spectateurs : 40 890 Arbitrage : Clément Turpin |
| 21h00 CET        | Di Gregorio 85e                               | Rapport | 84e Grealish · 86e Silva | Spectateurs : 40 890 Arbitrage : Clément Turpin | Spectateurs : 40 890 Arbitrage : Clément Turpin |

| 11 décembre 2024 | Benfica Lisbonne                                                   | 0 - 0   | Bologne FC                                                                           | Estádio da Luz, Lisbonne                            |                                                     |
| 21h00 CET        |                                                                    | (0 - 0) |                                                                                      | Spectateurs : 60 650 Arbitrage : Radu Petrescu (en) | Spectateurs : 60 650 Arbitrage : Radu Petrescu (en) |
| 21h00 CET        | Pavlídis 24e · Florentino 48e · Bah 59e · Kökçü 63e · Otamendi 76e | Rapport | 53e Fabbian · 62e Casale · 71e Ferguson · 77e Italiano · 89e Freuler · 90+5e Beukema | Spectateurs : 60 650 Arbitrage : Radu Petrescu (en) | Spectateurs : 60 650 Arbitrage : Radu Petrescu (en) |

| 11 décembre 2024 | VfB Stuttgart | 5 - 1   | BSC Young Boys                                     | MHPArena, Stuttgart                                     |                                                         |
| 21h00 CET        | ( Vagnoman) Stiller 25e · ( Rieder) Millot 53e · ( Rieder) Führich 61e · ( Millot) Vagnoman 66e · ( Rieder) Keitel 75e | (1 - 1) | 6e Łakomy (Virginius )                             | Spectateurs : 60 000 Arbitrage : Giorgi Kruashvili (it) | Spectateurs : 60 000 Arbitrage : Giorgi Kruashvili (it) |
| 21h00 CET        | Rieder 86e | Rapport | 58e Benito · 60e Hadjam · 88e Ugrinic · 90e Łakomy | Spectateurs : 60 000 Arbitrage : Giorgi Kruashvili (it) | Spectateurs : 60 000 Arbitrage : Giorgi Kruashvili (it) |

### 7ejournée
| 21 janvier 2025 | AS Monaco          | 1 - 0   | Aston Villa                           | Stade Louis-II, Monaco                         |                                                |
| 18h45 CET       | ( Kehrer) Singo 8e | (1 - 0) |                                       | Spectateurs : 13 508 Arbitrage : Slavko Vinčić | Spectateurs : 13 508 Arbitrage : Slavko Vinčić |
| 18h45 CET       | Golovin 90+2e      | Rapport | 49e Digne · 82e Rogers · 90+2e Kamara | Spectateurs : 13 508 Arbitrage : Slavko Vinčić | Spectateurs : 13 508 Arbitrage : Slavko Vinčić |

| 21 janvier 2025 | Atalanta Bergame | 5 - 0   | Sturm Graz | Stadio Atleti Azzurri d'Italia, Bergame              |                                                      |
| 18h45 CET       | ( Zappacosta) Retegui 12e · ( Cuadrado) Pašalić 58e · ( Hien) De Ketelaere 63e · ( De Ketelaere) Lookman 90e · ( Lookman) Brescianini 90+4e | (1 - 0) |            | Spectateurs : 19 469 Arbitrage : Donatas Rumšas (it) | Spectateurs : 19 469 Arbitrage : Donatas Rumšas (it) |
| 18h45 CET       | Samardžić 36e | Rapport |            | Spectateurs : 19 469 Arbitrage : Donatas Rumšas (it) | Spectateurs : 19 469 Arbitrage : Donatas Rumšas (it) |

| 21 janvier 2025 | Atlético Madrid                                  | 2 - 1   | Bayer Leverkusen                              | Estadio Metropolitano, Madrid                      |                                                    |
| 21h00 CET       | ( Griezmann) Álvarez 52e · ( Correa) Álvarez 90e | (0 - 1) | 45+1e Hincapié (Mukiele )                     | Spectateurs : 66 820 Arbitrage : Davide Massa (en) | Spectateurs : 66 820 Arbitrage : Davide Massa (en) |
| 21h00 CET       | Barrios 23e · Giménez 45+2e · Simeone 66e        | Rapport | 44e Wirtz · 45+2e Tella · 45+4e, 76e Hincapié | Spectateurs : 66 820 Arbitrage : Davide Massa (en) | Spectateurs : 66 820 Arbitrage : Davide Massa (en) |

| 21 janvier 2025 | Bologne FC                                                          | 2 - 1   | Borussia Dortmund                                 | Stade Renato-Dall'Ara, Bologne                         |                                                        |
| 21h00 CET       | ( Odgaard) Dallinga 71e · Iling-Junior 72e                          | (0 - 1) | 15e (pen.) Guirassy                               | Spectateurs : 26 801 Arbitrage : Serdar Gözübüyük (en) | Spectateurs : 26 801 Arbitrage : Serdar Gözübüyük (en) |
| 21h00 CET       | Holm 14e · Freuler 19e · Lucumí 60e · Ferguson 90e · Italiano 90+5e | Rapport | 62e Beier · 81e Adeyemi · 82e Couto · 89e Ryerson | Spectateurs : 26 801 Arbitrage : Serdar Gözübüyük (en) | Spectateurs : 26 801 Arbitrage : Serdar Gözübüyük (en) |

| 21 janvier 2025 | Club Bruges | 0 - 0   | Juventus FC                     | Stade Jan Breydel, Bruges                       |                                                 |
| 21h00 CET       |             | (0 - 0) |                                 | Spectateurs : 26 700 Arbitrage : Benoît Bastien | Spectateurs : 26 700 Arbitrage : Benoît Bastien |
| 21h00 CET       |             | Rapport | 38e Koopmeiners · 77e Conceição | Spectateurs : 26 700 Arbitrage : Benoît Bastien | Spectateurs : 26 700 Arbitrage : Benoît Bastien |

| 21 janvier 2025 | Étoile rouge de Belgrade                       | 2 - 3   | PSV Eindhoven                                                         | Stade de l'Étoile rouge, Belgrade              |                                                |
| 21h00 CET       | ( Djiga) Ndiaye 71e · ( Ivanić (en)) Djiga 77e | (0 - 3) | 17e de Jong (Veerman ) · 23e de Jong (Veerman ) · 43e Flamingo (Til ) | Spectateurs : 36 648 Arbitrage : István Kovács | Spectateurs : 36 648 Arbitrage : István Kovács |
| 21h00 CET       |                                                | Rapport | 50e Flamingo                                                          | Spectateurs : 36 648 Arbitrage : István Kovács | Spectateurs : 36 648 Arbitrage : István Kovács |

| 21 janvier 2025 | Liverpool FC                       | 2 - 1   | LOSC Lille                 | Anfield, Liverpool                            |                                               |
| 21h00 CET       | ( Jones) Salah 34e · Elliott 67e   | (1 - 0) | 62e David                  | Spectateurs : 59 782 Arbitrage : Felix Zwayer | Spectateurs : 59 782 Arbitrage : Felix Zwayer |
| 21h00 CET       | Mac Allister 90+2e · Elliott 90+4e | Rapport | 35e, 59e Mandi · 88e André | Spectateurs : 59 782 Arbitrage : Felix Zwayer | Spectateurs : 59 782 Arbitrage : Felix Zwayer |

| 21 janvier 2025 | Slovan Bratislava                                 | 1 - 3   | VfB Stuttgart                                                              | Tehelné pole, Bratislava                             |                                                      |
| 21h00 CET       | ( Barseghyan) Metsoko (en) 85e                    | (0 - 2) | 11e Leweling (Undav ) · 36e Leweling (Millot ) · 87e Rieder (Mittelstädt ) | Spectateurs : 22 500 Arbitrage : Chris Kavanagh (en) | Spectateurs : 22 500 Arbitrage : Chris Kavanagh (en) |
| 21h00 CET       | Kashia 30e · Savvidis (en) 45+2e · Barseghyan 90e | Rapport | 25e Rouault · 54e Undav · 61e Keitel                                       | Spectateurs : 22 500 Arbitrage : Chris Kavanagh (en) | Spectateurs : 22 500 Arbitrage : Chris Kavanagh (en) |

| 21 janvier 2025 | Benfica Lisbonne                                                                               | 4 - 5   | FC Barcelone | Estádio da Luz, Lisbonne                        |                                                 |
| 21h00 CET       | ( Carreras) Pavlídis 2e · Pavlídis 22e · Pavlídis 30e (pen.) · ( Schjelderup) Araújo 68e (csc) | (3 - 1) | 13e (pen.) Lewandowski · 64e Raphinha · 78e (pen.) Lewandowski · 86e García (Pedri ) · 90+6e Raphinha (Torres ) | Spectateurs : 63 225 Arbitrage : Danny Makkelie | Spectateurs : 63 225 Arbitrage : Danny Makkelie |
| 21h00 CET       | Carreras 76e · Cabral 90+8e                                                                    | Rapport | 36e Gavi · 66e Koundé · 90+4e de Jong · 90+8e López                                                             | Spectateurs : 63 225 Arbitrage : Danny Makkelie | Spectateurs : 63 225 Arbitrage : Danny Makkelie |

| 22 janvier 2025 | Chakhtar Donetsk               | 2 - 0   | Stade brestois 29 | Veltins-Arena, Gelsenkirchen                    |                                                 |
| 18h45 CET       | Kevin 18e · Sudakov 37e (pen.) | (2 - 0) |                   | Spectateurs : 15 282 Arbitrage : Danny Makkelie | Spectateurs : 15 282 Arbitrage : Danny Makkelie |
| 18h45 CET       | Stepanenko 77e                 | Rapport | 22e Ndiaye        | Spectateurs : 15 282 Arbitrage : Danny Makkelie | Spectateurs : 15 282 Arbitrage : Danny Makkelie |

| 22 janvier 2025 | RB Leipzig                                     | 2 - 1   | Sporting CP              | Red Bull Arena, Leipzig                                     |                                                             |
| 18h45 CET       | ( Raum) Šeško 19e · ( Baumgartner) Poulsen 78e | (1 - 0) | 75e Gyökeres (Bragança ) | Spectateurs : 33 478 Arbitrage : Manfredas Lukjančukas (it) | Spectateurs : 33 478 Arbitrage : Manfredas Lukjančukas (it) |
| 18h45 CET       | Raum 79e · Vandevoordt 86e · Orban 87e         | Rapport |                          | Spectateurs : 33 478 Arbitrage : Manfredas Lukjančukas (it) | Spectateurs : 33 478 Arbitrage : Manfredas Lukjančukas (it) |

| 22 janvier 2025 | AC Milan                     | 1 - 0   | Girona FC            | Stade San Siro, Milan                                |                                                      |
| 21h00 CET       | ( Bennacer) Leão 37e         | (1 - 0) |                      | Spectateurs : 66 030 Arbitrage : Tobias Stieler (en) | Spectateurs : 66 030 Arbitrage : Tobias Stieler (en) |
| 21h00 CET       | Calabria 41e · Hernandez 80e | Rapport | 59e Gil · 82e Martín | Spectateurs : 66 030 Arbitrage : Tobias Stieler (en) | Spectateurs : 66 030 Arbitrage : Tobias Stieler (en) |

| 22 janvier 2025 | Sparta Prague                 | 0 - 1   | Inter Milan               | Stade Letná, Prague                                       |                                                           |
| 21h00 CET       |                               | (0 - 1) | 12e Martínez (Bastoni )   | Spectateurs : 18 010 Arbitrage : Alejandro Hernández (en) | Spectateurs : 18 010 Arbitrage : Alejandro Hernández (en) |
| 21h00 CET       | Olatunji 52e · Krasniqi 90+5e | Rapport | 6e Dumfries · 67e Asllani | Spectateurs : 18 010 Arbitrage : Alejandro Hernández (en) | Spectateurs : 18 010 Arbitrage : Alejandro Hernández (en) |

| 22 janvier 2025 | Arsenal FC                                                                  | 3 - 0   | Dinamo Zagreb             | Emirates Stadium, Londres                       |                                                 |
| 21h00 CET       | ( Havertz) Rice 2e · ( Martinelli) Havertz 66e · ( Trossard) Ødegaard 90+1e | (1 - 0) |                           | Spectateurs : 60 024 Arbitrage : Daniel Siebert | Spectateurs : 60 024 Arbitrage : Daniel Siebert |
| 21h00 CET       | Sterling 47e · Timber 51e                                                   | Rapport | 38e Ademi · 69e Kačavenda | Spectateurs : 60 024 Arbitrage : Daniel Siebert | Spectateurs : 60 024 Arbitrage : Daniel Siebert |

| 22 janvier 2025 | Celtic FC                | 1 - 0   | BSC Young Boys                                         | Celtic Park, Glasgow                              |                                                   |
| 21h00 CET       | ( Idah) Benito 86e (csc) | (0 - 0) |                                                        | Spectateurs : 56 544 Arbitrage : Rohit Saggi (nl) | Spectateurs : 56 544 Arbitrage : Rohit Saggi (nl) |
| 21h00 CET       | Kühn 20e · Maeda 89e     | Rapport | 45+1e Ganvoula · 47e Camara · 64e Ugrinić · 83e Benito | Spectateurs : 56 544 Arbitrage : Rohit Saggi (nl) | Spectateurs : 56 544 Arbitrage : Rohit Saggi (nl) |

| 22 janvier 2025 | Feyenoord Rotterdam                                              | 3 - 0   | Bayern Munich                                      | Stade Feijenoord, Rotterdam                        |                                                    |
| 21h00 CET       | ( Smal) Giménez 21e · Giménez 45+9e (pen.) · ( Milambo) Ueda 89e | (2 - 0) |                                                    | Spectateurs : 43 106 Arbitrage : François Letexier | Spectateurs : 43 106 Arbitrage : François Letexier |
| 21h00 CET       | Hancko 19e                                                       | Rapport | 88e Sané · 90e Goretzka · 90e Müller · 90e Ulreich | Spectateurs : 43 106 Arbitrage : François Letexier | Spectateurs : 43 106 Arbitrage : François Letexier |

| 22 janvier 2025 | Paris Saint-Germain                                                               | 4 - 2   | Manchester City            | Parc des Princes, Paris                           |                                                   |
| 21h00 CET       | ( Barcola) Dembélé 56e · ( Doué) Barcola 60e · ( Vitinha) Neves 78e · Ramos 90+3e | (0 - 0) | 50e Grealish · 53e Haaland | Spectateurs : 47 818 Arbitrage : Szymon Marciniak | Spectateurs : 47 818 Arbitrage : Szymon Marciniak |
| 21h00 CET       | Mendes 23e                                                                        | Rapport | 9e Dias                    | Spectateurs : 47 818 Arbitrage : Szymon Marciniak | Spectateurs : 47 818 Arbitrage : Szymon Marciniak |

| 22 janvier 2025 | Real Madrid | 5 - 1   | RB Salzbourg          | Stade Santiago-Bernabéu, Madrid                    |                                                    |
| 21h00 CET       | ( Bellingham) Rodrygo 23e · ( Bellingham) Rodrygo 34e · Mbappé 48e · ( Modrić) Vinícius 55e · ( Valverde) Vinícius 77e | (2 - 0) | 85e Bidstrup (Dedić ) | Spectateurs : 73 692 Arbitrage : Glenn Nyberg (en) | Spectateurs : 73 692 Arbitrage : Glenn Nyberg (en) |
| 21h00 CET       | Vinícius 42e | Rapport |                       | Spectateurs : 73 692 Arbitrage : Glenn Nyberg (en) | Spectateurs : 73 692 Arbitrage : Glenn Nyberg (en) |

### 8ejournée
| 29 janvier 2025 | Aston Villa                                                                                  | 4 - 2   | Celtic FC                     | Villa Park, Birmingham                          |                                                 |
| 21h00 CET       | ( Ramsey) Rogers 3e · ( Watkins) Rogers 5e · ( Ramsey) Watkins 60e · ( Watkins) Rogers 90+1e | (2 - 2) | 36e Idah · 38e Idah (Hatate ) | Spectateurs : 42 824 Arbitrage : Clément Turpin | Spectateurs : 42 824 Arbitrage : Clément Turpin |
| 21h00 CET       | Rapport                                                                                      |         |                               | Spectateurs : 42 824 Arbitrage : Clément Turpin | Spectateurs : 42 824 Arbitrage : Clément Turpin |

| 29 janvier 2025 | Bayer Leverkusen                              | 2 - 0   | Sparta Prague                  | BayArena, Leverkusen                                 |                                                      |
| 21h00 CET       | ( Frimpong) Wirtz 32e · ( Grimaldo) Tella 64e | (1 - 0) |                                | Spectateurs : 30 210 Arbitrage : Georgi Kabakov (en) | Spectateurs : 30 210 Arbitrage : Georgi Kabakov (en) |
| 21h00 CET       | Xhaka 66e · Andrich 90+2e                     | Rapport | 36e Birmančević · 63e Olatunji | Spectateurs : 30 210 Arbitrage : Georgi Kabakov (en) | Spectateurs : 30 210 Arbitrage : Georgi Kabakov (en) |

| 29 janvier 2025 | Borussia Dortmund                                                          | 3 - 1   | Chakhtar Donetsk       | Signal Iduna Park, Dortmund                        |                                                    |
| 21h00 CET       | ( Adeyemi) Guirassy 17e · ( Brandt) Guirassy 44e · ( Reyna) Bensebaïni 79e | (2 - 0) | 50e Marlon             | Spectateurs : 81 365 Arbitrage : Glenn Nyberg (en) | Spectateurs : 81 365 Arbitrage : Glenn Nyberg (en) |
| 21h00 CET       | Beier 27e                                                                  | Rapport | 25e Kevin · 58e Marlon | Spectateurs : 81 365 Arbitrage : Glenn Nyberg (en) | Spectateurs : 81 365 Arbitrage : Glenn Nyberg (en) |

| 29 janvier 2025 | BSC Young Boys | 0 - 1   | Étoile rouge de Belgrade    | Stade du Wankdorf, Berne                           |                                                    |
| 21h00 CET       |                | (0 - 0) | 69e Kanga (Seol Young-woo ) | Spectateurs : 31 500 Arbitrage : Glenn Nyberg (en) | Spectateurs : 31 500 Arbitrage : Glenn Nyberg (en) |
| 21h00 CET       | Chaiwa 82e     | Rapport | 90+4e Guteša                | Spectateurs : 31 500 Arbitrage : Glenn Nyberg (en) | Spectateurs : 31 500 Arbitrage : Glenn Nyberg (en) |

| 29 janvier 2025 | FC Barcelone                                   | 2 - 2   | Atalanta Bergame                                              | Stade olympique Lluís-Companys, Barcelone       |                                                 |
| 21h00 CET       | ( Raphinha) Yamal 47e · ( Raphinha) Araújo 72e | (0 - 0) | 67e Éderson (Zappacosta ) · 79e Pašalić (de Roon )            | Spectateurs : 42 728 Arbitrage : Michael Oliver | Spectateurs : 42 728 Arbitrage : Michael Oliver |
| 21h00 CET       |                                                | Rapport | 51e Kolašinac · 90+3e de Roon · 90+7e Éderson · 90+7e Pašalić | Spectateurs : 42 728 Arbitrage : Michael Oliver | Spectateurs : 42 728 Arbitrage : Michael Oliver |

| 29 janvier 2025 | Bayern Munich                                                    | 3 - 1   | Slovan Bratislava                                       | Allianz Arena, Munich                               |                                                     |
| 21h00 CET       | ( Kimmich) Müller 8e · ( Musiala) Kane 63e · ( Gnabry) Coman 84e | (1 - 0) | 90e Tolić (en) (Medveděv (en) )                         | Spectateurs : 75 000 Arbitrage : João Pinheiro (en) | Spectateurs : 75 000 Arbitrage : João Pinheiro (en) |
| 21h00 CET       |                                                                  | Rapport | 32e Blackman (en) · 81e Bajrić (en) · 81e Savvidis (en) | Spectateurs : 75 000 Arbitrage : João Pinheiro (en) | Spectateurs : 75 000 Arbitrage : João Pinheiro (en) |

| 29 janvier 2025 | Inter Milan                                                               | 3 - 0   | AS Monaco                                  | Stade Giuseppe-Meazza, Milan                       |                                                    |
| 21h00 CET       | Martínez 4e (pen.) · ( Barella) Martínez 16e · ( Mkhitaryan) Martínez 67e | (2 - 0) |                                            | Spectateurs : 71 601 Arbitrage : Irfan Peljto (en) | Spectateurs : 71 601 Arbitrage : Irfan Peljto (en) |
| 21h00 CET       | Pavard 66e · Asllani 81e                                                  | Rapport | 3e Zakaria · 12e Mawissa · 45+3e Vanderson | Spectateurs : 71 601 Arbitrage : Irfan Peljto (en) | Spectateurs : 71 601 Arbitrage : Irfan Peljto (en) |

| 29 janvier 2025 | RB Salzbourg             | 1 - 4   | Atlético Madrid                                                                                      | Red Bull Arena, Salzbourg                       |                                                 |
| 21h00 CET       | ( Schlager) Daghim 90+1e | (0 - 3) | 5e Simeone (Álvarez ) · 13e Griezmann (Simeone ) · 45+1e Griezmann (Lino ) · 63e Llorente (De Paul ) | Spectateurs : 23 389 Arbitrage : Anthony Taylor | Spectateurs : 23 389 Arbitrage : Anthony Taylor |
| 21h00 CET       | Capaldo 58e · Blank 66e  | Rapport | | Spectateurs : 23 389 Arbitrage : Anthony Taylor | Spectateurs : 23 389 Arbitrage : Anthony Taylor |

| 29 janvier 2025 | Girona FC                                                   | 1 - 2   | Arsenal FC                                    | Stade municipal de Montilivi, Gérone                  |                                                       |
| 21h00 CET       | ( Juanpe (en)) Danjuma 28e                                  | (1 - 2) | 38e (pen.) Jorginho · 42e Nwaneri (Trossard ) | Spectateurs : 9 048 Arbitrage : Maurizio Mariani (it) | Spectateurs : 9 048 Arbitrage : Maurizio Mariani (it) |
| 21h00 CET       | Yaakobishvili 51e · Portu 79e · Martínez 85e · Stuani 90+3e | Rapport | 70e Sterling · 90+3e Rice                     | Spectateurs : 9 048 Arbitrage : Maurizio Mariani (it) | Spectateurs : 9 048 Arbitrage : Maurizio Mariani (it) |

| 29 janvier 2025 | Dinamo Zagreb                              | 2 - 1   | AC Milan                                   | Stade Maksimir, Zagreb                             |                                                    |
| 21h00 CET       | Baturina 19e · ( Pierre-Gabriel) Pjaca 60e | (1 - 0) | 53e Pulisic (Tomori )                      | Spectateurs : 18 856 Arbitrage : François Letexier | Spectateurs : 18 856 Arbitrage : François Letexier |
| 21h00 CET       | Mišić 31e · Pjaca 34e · Nevistić 90+4e     | Rapport | 26e Pulisic · 31e, 39e Musah · 39e Maignan | Spectateurs : 18 856 Arbitrage : François Letexier | Spectateurs : 18 856 Arbitrage : François Letexier |

| 29 janvier 2025 | Juventus FC  | 0 - 2   | Benfica Lisbonne                            | Juventus Stadium, Turin                        |                                                |
| 21h00 CET       |              | (0 - 1) | 16e Pavlídis (Bah ) · 80e Kökçü (Pavlídis ) | Spectateurs : 41 402 Arbitrage : István Kovács | Spectateurs : 41 402 Arbitrage : István Kovács |
| 21h00 CET       | Vlahović 55e | Rapport | 63e Otamendi · 78e Bah                      | Spectateurs : 41 402 Arbitrage : István Kovács | Spectateurs : 41 402 Arbitrage : István Kovács |

| 29 janvier 2025 | LOSC Lille | 6 - 1   | Feyenoord Rotterdam    | Stade Pierre-Mauroy, Villeneuve-d'Ascq         |                                                |
| 21h00 CET       | ( Cabella) Sahraoui 4e · ( Sahraoui) Trauner 38e (csc) · Gomes 58e · ( Bouaddi) David 74e · ( Sahraoui) Trauner 76e (csc) · ( Sahraoui) Cabella 80e | (2 - 1) | 14e Giménez (Trauner ) | Spectateurs : 44 071 Arbitrage : Slavko Vinčić | Spectateurs : 44 071 Arbitrage : Slavko Vinčić |
| 21h00 CET       | Chevalier 62e · Mukau 65e · Cabella 80e | Rapport | 43e Trauner            | Spectateurs : 44 071 Arbitrage : Slavko Vinčić | Spectateurs : 44 071 Arbitrage : Slavko Vinčić |

| 29 janvier 2025 | Manchester City                                                     | 3 - 1   | Club Bruges            | City of Manchester Stadium, Manchester                   |                                                          |
| 21h00 CET       | Kovačić 53e · ( Gvardiol) Ordóñez 62e (csc) · ( Stones) Savinho 77e | (0 - 1) | 45e Onyedika (Jutglà ) | Spectateurs : 51 237 Arbitrage : José María Sánchez (en) | Spectateurs : 51 237 Arbitrage : José María Sánchez (en) |
| 21h00 CET       | Rapport                                                             |         |                        | Spectateurs : 51 237 Arbitrage : José María Sánchez (en) | Spectateurs : 51 237 Arbitrage : José María Sánchez (en) |

| 29 janvier 2025 | PSV Eindhoven                                                       | 3 - 2   | Liverpool FC                                                | Stade Philips, Eindhoven                             |                                                      |
| 21h00 CET       | ( Pepi) Bakayoko 35e · ( Veerman) Saibari 45e · ( Mauro) Pepi 45+6e | (3 - 2) | 28e (pen.) Gakpo · 40e Elliott (Chiesa )                    | Spectateurs : 35 000 Arbitrage : Tobias Stieler (en) | Spectateurs : 35 000 Arbitrage : Tobias Stieler (en) |
| 21h00 CET       | Karsdorp 45+3e · Veerman 45+3e                                      | Rapport | 45+5e Robertson · 63e Morton · 66e Elliott · 87e Nallo (en) | Spectateurs : 35 000 Arbitrage : Tobias Stieler (en) | Spectateurs : 35 000 Arbitrage : Tobias Stieler (en) |

| 29 janvier 2025 | Sturm Graz              | 1 - 0   | RB Leipzig  | Wörthersee Stadion, Klagenfurt                       |                                                      |
| 21h00 CET       | ( Chukwuani) Malić 42e  | (1 - 0) |             | Spectateurs : 26 851 Arbitrage : Mykola Balakin (it) | Spectateurs : 26 851 Arbitrage : Mykola Balakin (it) |
| 21h00 CET       | Lavalée 52e · Jatta 64e | Rapport | 41e Haidara | Spectateurs : 26 851 Arbitrage : Mykola Balakin (it) | Spectateurs : 26 851 Arbitrage : Mykola Balakin (it) |

| 29 janvier 2025 | Sporting CP                                           | 1 - 1   | Bologne FC                                                              | Estádio José Alvalade XXI, Lisbonne             |                                                 |
| 21h00 CET       | ( Simões) Harder 77e                                  | (0 - 1) | 21e Pobega (Beukema )                                                   | Spectateurs : 37 328 Arbitrage : Benoît Bastien | Spectateurs : 37 328 Arbitrage : Benoît Bastien |
| 21h00 CET       | Debast 43e · Simões 66e · Hjulmand 87e · Quenda 90+3e | Rapport | 22e Holm · 41e Beukema · 44e Iling-Junior · 56e Lykogiánnis · 72e Erlić | Spectateurs : 37 328 Arbitrage : Benoît Bastien | Spectateurs : 37 328 Arbitrage : Benoît Bastien |

| 29 janvier 2025 | Stade brestois 29 | 0 - 3   | Real Madrid                                                     | Stade de Roudourou, Guingamp                       |                                                    |
| 21h00 CET       |                   | (0 - 1) | 27e Rodrygo · 56e Bellingham (Vázquez ) · 78e Rodrygo (Mbappé ) | Spectateurs : 15 405 Arbitrage : Espen Eskås (en)} | Spectateurs : 15 405 Arbitrage : Espen Eskås (en)} |
| 21h00 CET       | Pereira Lage 10e  | Rapport | 29e Tchouaméni · 35e Rüdiger · 74e Bellingham                   | Spectateurs : 15 405 Arbitrage : Espen Eskås (en)} | Spectateurs : 15 405 Arbitrage : Espen Eskås (en)} |

| 29 janvier 2025 | VfB Stuttgart                  | 1 - 4   | Paris Saint-Germain                                                                        | MHPArena, Stuttgart                                |                                                    |
| 21h00 CET       | ( Mittelstädt) Pacho 77e (csc) | (0 - 3) | 6e Barcola (Doué ) · 17e Dembélé (Barcola ) · 35e Dembélé (Neves ) · 54e Dembélé (Hakimi ) | Spectateurs : 60 000 Arbitrage : Davide Massa (en) | Spectateurs : 60 000 Arbitrage : Davide Massa (en) |
| 21h00 CET       | Stiller 53e · Karazor 70e      | Rapport | 66e Neves                                                                                  | Spectateurs : 60 000 Arbitrage : Davide Massa (en) | Spectateurs : 60 000 Arbitrage : Davide Massa (en) |

### Classement
| Rang | Équipe                   | Pts | J | G | N | P | Bp | Bc | Diff |
| ---- | ------------------------ | --- | - | - | - | - | -- | -- | ---- |
| 1    | Liverpool FC             | 21  | 8 | 7 | 0 | 1 | 17 | 5  | +12  |
| 2    | FC Barcelone             | 19  | 8 | 6 | 1 | 1 | 28 | 13 | +15  |
| 3    | Arsenal FC               | 19  | 8 | 6 | 1 | 1 | 16 | 3  | +13  |
| 4    | Inter Milan              | 19  | 8 | 6 | 1 | 1 | 11 | 1  | +10  |
| 5    | Atlético de Madrid       | 18  | 8 | 6 | 0 | 2 | 20 | 12 | +8   |
| 6    | Bayer Leverkusen         | 16  | 8 | 5 | 1 | 2 | 15 | 7  | +8   |
| 7    | LOSC Lille               | 16  | 8 | 5 | 1 | 2 | 17 | 10 | +7   |
| 8    | Aston Villa              | 16  | 8 | 5 | 1 | 2 | 13 | 6  | +7   |
| 9    | Atalanta Bergame C3      | 15  | 8 | 4 | 3 | 1 | 20 | 6  | +14  |
| 10   | Borussia Dortmund        | 15  | 8 | 5 | 0 | 3 | 22 | 12 | +10  |
| 11   | Real Madrid T S          | 15  | 8 | 5 | 0 | 3 | 20 | 12 | +8   |
| 12   | Bayern Munich            | 15  | 8 | 5 | 0 | 3 | 20 | 12 | +8   |
| 13   | AC Milan                 | 15  | 8 | 5 | 0 | 3 | 14 | 11 | +3   |
| 14   | PSV Eindhoven            | 14  | 8 | 4 | 2 | 2 | 16 | 12 | +4   |
| 15   | Paris Saint-Germain      | 13  | 8 | 4 | 1 | 3 | 14 | 9  | +5   |
| 16   | Benfica Lisbonne         | 13  | 8 | 4 | 1 | 3 | 16 | 12 | +4   |
| 17   | AS Monaco                | 13  | 8 | 4 | 1 | 3 | 13 | 13 | 0    |
| 18   | Stade brestois 29        | 13  | 8 | 4 | 1 | 3 | 10 | 11 | -1   |
| 19   | Feyenoord Rotterdam      | 13  | 8 | 4 | 1 | 3 | 18 | 21 | -3   |
| 20   | Juventus FC              | 12  | 8 | 3 | 3 | 2 | 9  | 7  | +2   |
| 21   | Celtic FC                | 12  | 8 | 3 | 3 | 2 | 13 | 14 | -1   |
| 22   | Manchester City          | 11  | 8 | 3 | 2 | 3 | 18 | 14 | +4   |
| 23   | Sporting CP              | 11  | 8 | 3 | 2 | 3 | 13 | 12 | +1   |
| 24   | Club Bruges              | 11  | 8 | 3 | 2 | 3 | 7  | 11 | -4   |
| 25   | Dinamo Zagreb            | 11  | 8 | 3 | 2 | 3 | 12 | 19 | -7   |
| 26   | VfB Stuttgart            | 10  | 8 | 3 | 1 | 4 | 13 | 17 | -4   |
| 27   | Chakhtar Donetsk         | 7   | 8 | 2 | 1 | 5 | 8  | 16 | -8   |
| 28   | Bologne FC               | 6   | 8 | 1 | 3 | 4 | 4  | 9  | -5   |
| 29   | Étoile rouge de Belgrade | 6   | 8 | 2 | 0 | 6 | 13 | 22 | -9   |
| 30   | Sturm Graz               | 6   | 8 | 2 | 0 | 6 | 5  | 14 | -9   |
| 31   | Sparta Prague            | 4   | 8 | 1 | 1 | 6 | 7  | 21 | -14  |
| 32   | RB Leipzig               | 3   | 8 | 1 | 0 | 7 | 8  | 15 | -7   |
| 33   | Girona FC                | 3   | 8 | 1 | 0 | 7 | 5  | 13 | -8   |
| 34   | RB Salzbourg             | 3   | 8 | 1 | 0 | 7 | 5  | 27 | -22  |
| 35   | Slovan Bratislava        | 0   | 8 | 0 | 0 | 8 | 7  | 27 | -20  |
| 36   | BSC Young Boys           | 0   | 8 | 0 | 0 | 8 | 3  | 24 | -21  |

- Qualification pour les huitièmes de finale
- Qualification pour les barrages de la phase à élimination directe en tant que tête de série
- Qualification pour les barrages de la phase à élimination directe en tant que non tête de série

Abréviations
- T : Tenant du titre
- C3 : Vainqueur de la Ligue Europa
- S : Vainqueur de la Supercoupe de l'UEFA